# Грецька література

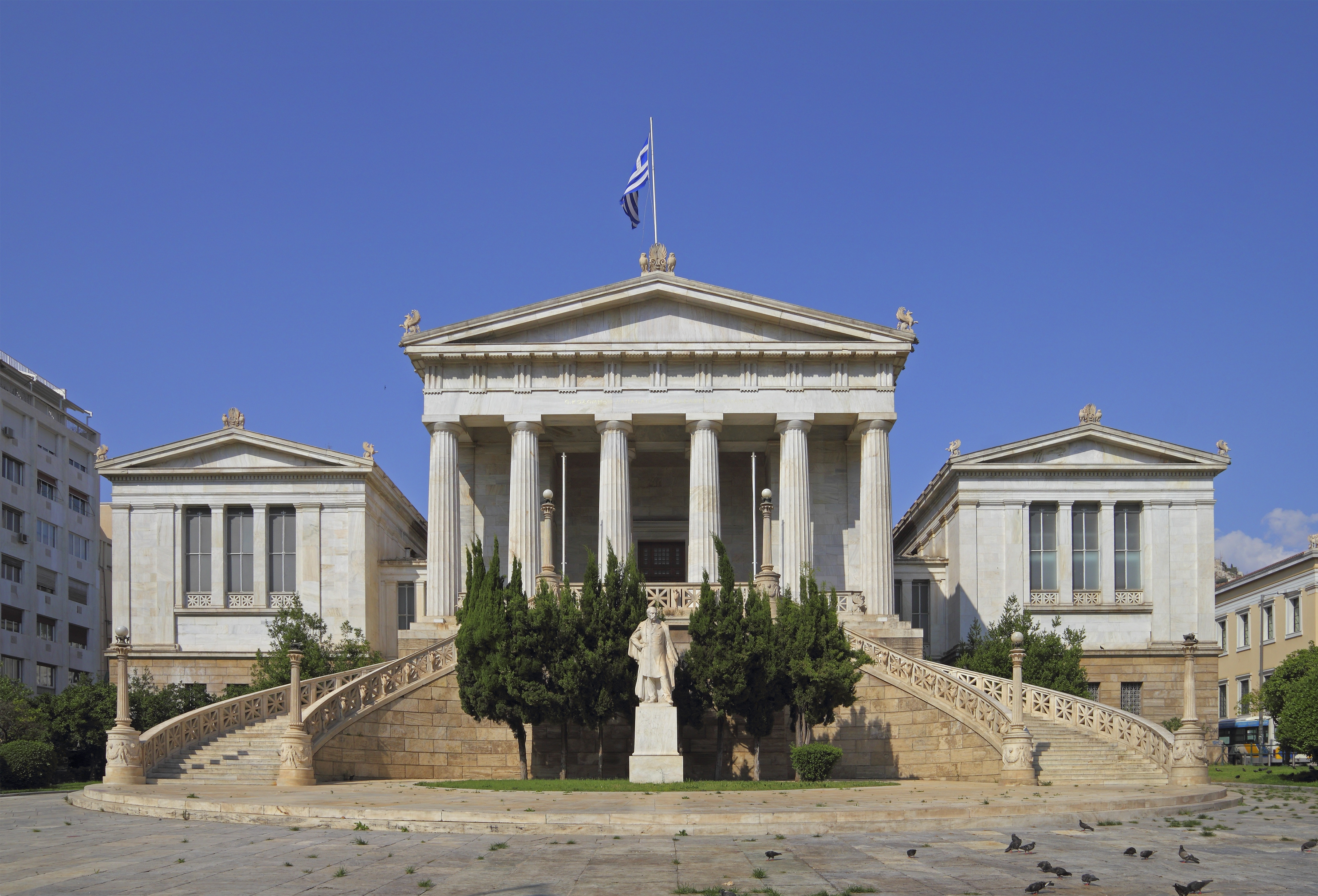
Будівля Національної бібліотеки Грецької республіки

Грецька література — сукупність літературних творів написаних на території Греції та/або вихідцями з цієї території. Історія грецької літератури походить від давньогрецької літератури, починаючи з 800 року до нашої ери, до сучасної літератури сьогодення. Вона розвивалася як закрита, без особливого зовнішнього впливу, аж до епохи еллінізму і мала значний вплив на всю подальшу європейську літературу. Найпомітнішими її жанрами є комедія і трагедія, де подія, зазвичай, пов'язана з героєм, який переживає низку катастрофічних випадків. Крім того, грецька література стала засновницею багатьох письменних дисциплін, таких як історія та філософія.
Антична література була написана старогрецьким діалектом, а сама письменність варіюється від найдавніших збережених письмових творів до творів приблизно V століття нашої ери. Цей проміжок часу ділиться на докласичний, класичний, елліністичний і римський періоди. Докласичне грецьке письмо, в основному, оберталася навколо міфів і включала твори Гомера: «Іліаду» та «Одіссею».
У римську епоху значний внесок зроблено в різні предмети, включно з історією, філософією та природничими науками.
Крім того, грецьке письменництво також включає твори і візантійської літератури, яка була написана на аттичній, середньовічній і ранній новогрецькій мовах. У цей період процвітали відмінні від істориків хроніки, літописи і енциклопедії.
Сучасна грецька література, в свою чергу, написана звичайною новогрецькою мовою.

## Давньогрецька література
Давньогрецька література належить до написаної на древніх діалектах грецької мови. Ці твори варіюються від найдавніших збережених письмових творів грецькою мовою до творів V століття нашої ери. Грецька мова виникла з праіндоєвропейської; приблизно дві третини її слів можна отримати з різних реконструкцій мови. Ряд алфавітів і складів був використаний для перекладу грецької мови, але збережена частина грецької літератури була написана фінікійським алфавітом, який виник в основному в грецькій Іонії й був повністю прийнятий Афінами до V століття до нашої ери.
Вона містить усю творчість давньогрецьких поетів, істориків, філософів, ораторів та інших діячів мистецтва аж до кінця історії Стародавньої Греції і також є найдавнішою з національних літератур Європи.

### Період з 833 до н.е. і до елліністичного періоду

Збережена частина давньогрецької поеми «Роботи і дні» авторства засновника дидактичного епосу Гесіода.

Найдавніший письмово зафіксований пам'ятник грецької літератури, Гомерівські поеми, є результатом тривалого розвитку і може бути відновлений лише приблизно і в найзагальніших обрисах. Зовсім незначна частина цього розвитку падає на «догрецький» період, що передував утворенню грецьких племен, які утворилися шляхом схрещення народів, що вторгалися протягом II тисячоліття до нашої ери на територію Греції з півночі, з місцевим населенням, носіями т.з. «егейської» культури. Спадкоємний зв'язок сучасної грецької з догрецькими народами, що володіли багатою матеріальною культурою і розвиненою писемністю, виявляється в негрецьких найменуваннях цілого ряду літературних жанрів і у збігу багатьох сюжетів, мотивів і навіть формул з літературами народів східного і південного Середземномор'я, які перебували в тривалому спілкуванні з народами егейської культури: підтверджується ця спадкоємність й аналогічним зв'язком інших елементів грецької культури з догрецьким періодом. Історичне значення грецької літератури для пізніших літератур полягає в тому, що зачатки словесного мистецтва, які в державах Сходу при ідеологічному пануванні жрецтва підіймалися до рівня літератури лише оскільки вони могли служити інтересам релігії та практичної «мудрості», в умовах грецької історії отримали можливість подолати «табу», магічну і культову зв'язаність, і дати ту різноманітність літературних форм, яка, за допомогою римської літератури, зуміла стати підґрунтям для літератури Нової Європи. З іншого боку, залишки зв'язку з культами забезпечили грецькій літературі консервативність форм, яка дозволяє сучасному дослідникові, не дивлячись на втрату величезної кількості пам'ятників грецької літератури, відновити основні лінії її розвитку.

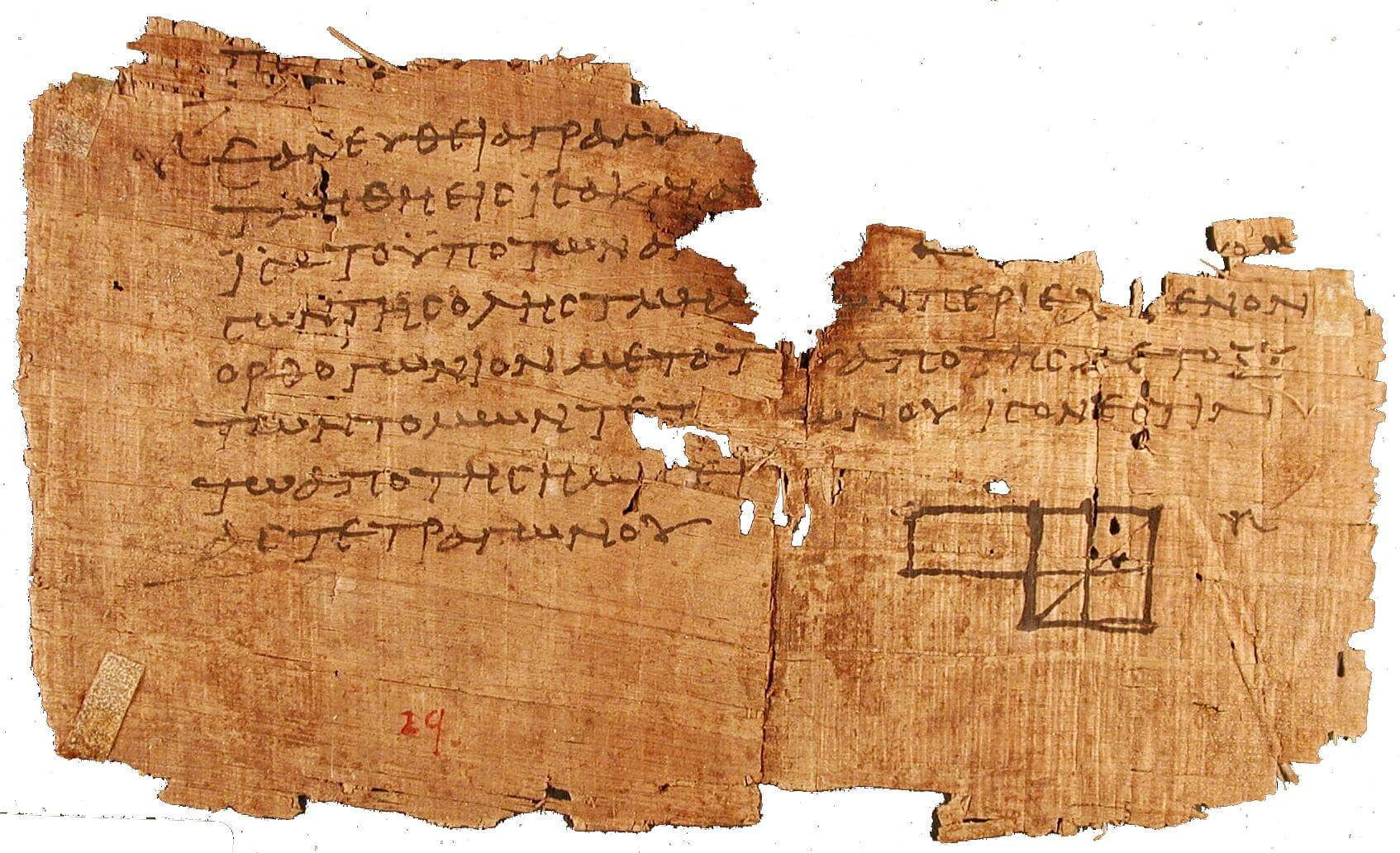
Один з найстаріших збережених фрагментів поеми «Начала» авторства математика Евкліда.

В основі грецької літератури лежать утворення тих же типів творів, які були відомі й всім сусіднім народам: робочі, військові та маршові пісні, а також заклинання, культові та обрядові пісні. У всіх цих утвореннях слово виступає в нерозривному зв'язку з музикою і ритмічними рухами тіла, чи то трудові операції чи ритуальний танець, здійснюваний одиничною особою або колективом («хоровод»), в інтересах якого відбувається ритуальне дійство. Для свят і обрядів, пов'язаних з родючістю, характерні сліди оргаїстичності, суперечки, «ритуального лихослів'я» та «глузливих пісень». Як показують назви більшої частини цих типів пісень, вони — догрецького походження. Обряди нерідко являли собою складну систему магічно-мімічних дій — зачатків драми. Для подальшого розвитку найбільше значення мали культові та обрядові пісні, оскільки консервативність ритуалу створювала стійкі традиції та єдиний стиль. Поряд з піснями, греки знали й інші види «усної словесності» — казки, загадки, приказки, — і в їхній склад безперервно просочувалися, перероблялися і засвоювалися нові матеріали народів Сходу.
Процес злиття північних племен, що впродовж кількох століть вторгалися до Греції, та місцевого населення був складний і тривалий. На першу половину II тисячоліття, вже після переселення перших північних груп, припадає розквіт так званої «мікенської» культури, яка до кінця тисячоліття виявилася вже знищеною. Нові поселенці принесли з собою релігію Зевса, верховного охоронця нового соціального ладу, і схрещення цієї релігії завойовників з численними місцевими культами різних областей Греції, встановлення різноманітних зв'язків між старими та новими божествами, між сім'єю богів, що збільшилася таким чином й феодальними родами, що зводили до богів своє походження, дало сильний поштовх розвитку міфотворчості. Старовинні міфічні та казкові сюжети нескінченно варіювалися на нові імена, перепліталися між собою, вбираючи в себе реальний історичний матеріал. Локалізація більшості міфів в основних центрах мікенської культури свідчить, що саме ця епоха зіграла вирішальну роль в оформленні грецької міфології. Завойовники були організовані за типом військових громад, і хранителями ідеологічних традицій були дружинні співаки, «Аеди», автори пісень про подвиги предків. Пісні ці, спочатку пов'язані з культом героїв, були ідеологічним виправданням нового порядку, встановленого на руїнах мікенської культури, і, поширюючись по всіх областях Греції, відривалися від своєї основи. Значущість соціальної функції цих пісень, широкі сюжетні можливості численних міфів і спадкоємність пісенної техніки Аоєдів призвели до того, що переважним літературним жанром найдавнішої Греції став епос, що виник на основі дружинної піснетворчості.

#### Гомерівські поеми
Гомерівські поеми були класичними зразками епопеї, або іншими словами великої епічної поеми. Вони були створені на основі фольклорної пісенної творчості стародавніх греків. Розвиток епосу, що кульмінує в поемах Гомера «Іліаді» та «Одіссеї», відбувся не на грецькому континенті, а в малоазіатських колоніях, де зв'язок пісень з культовими традиціями був остаточно втрачений. Слово відірвалося від музики й танцю: поеми стали виконуватися речитативом, що час від часу супроводжувався струнним акомпанементом. Втрата ритмічної підтримки відшкодовувалась більш суворим членуванням вірша, виробився специфічний розмір епосу — гекзаметр. Обидві поеми є поширеннями старовинних сюжетів, — «Іліада» — баладно-героїчного, «Одіссея» — казкового, на стрижень яких нанизуються незліченні деталі сюжетного та орнаментального характеру.
Умови виникнення «Іліади» та «Одіссеї», що зберігають виразні сліди попередніх трактувань їх сюжетів і еволюції епічної техніки, так само як і проблема того, на яку публіку і на яке виконання були розраховані настільки великі композиції, складають складне та не вирішене «гомерівське питання». Слідом за оформленням «Іліади» та «Одіссеї» з'явився ряд епічних поем, які розробляли не зачеплені в Гомерівських поемах матеріали героїчної саги вже не шляхом поширення єдиного сюжету, а з'єднанням окремих сюжетів в серію більш-менш самостійних епізодів, т.з «епічний цикл». Виконуючи свій репертуар на святах, рапсоди зазвичай прелюдували славослів'ям на честь відповідного божества, іноді вводячи в нього культові легенди, «гомерівські гімни».

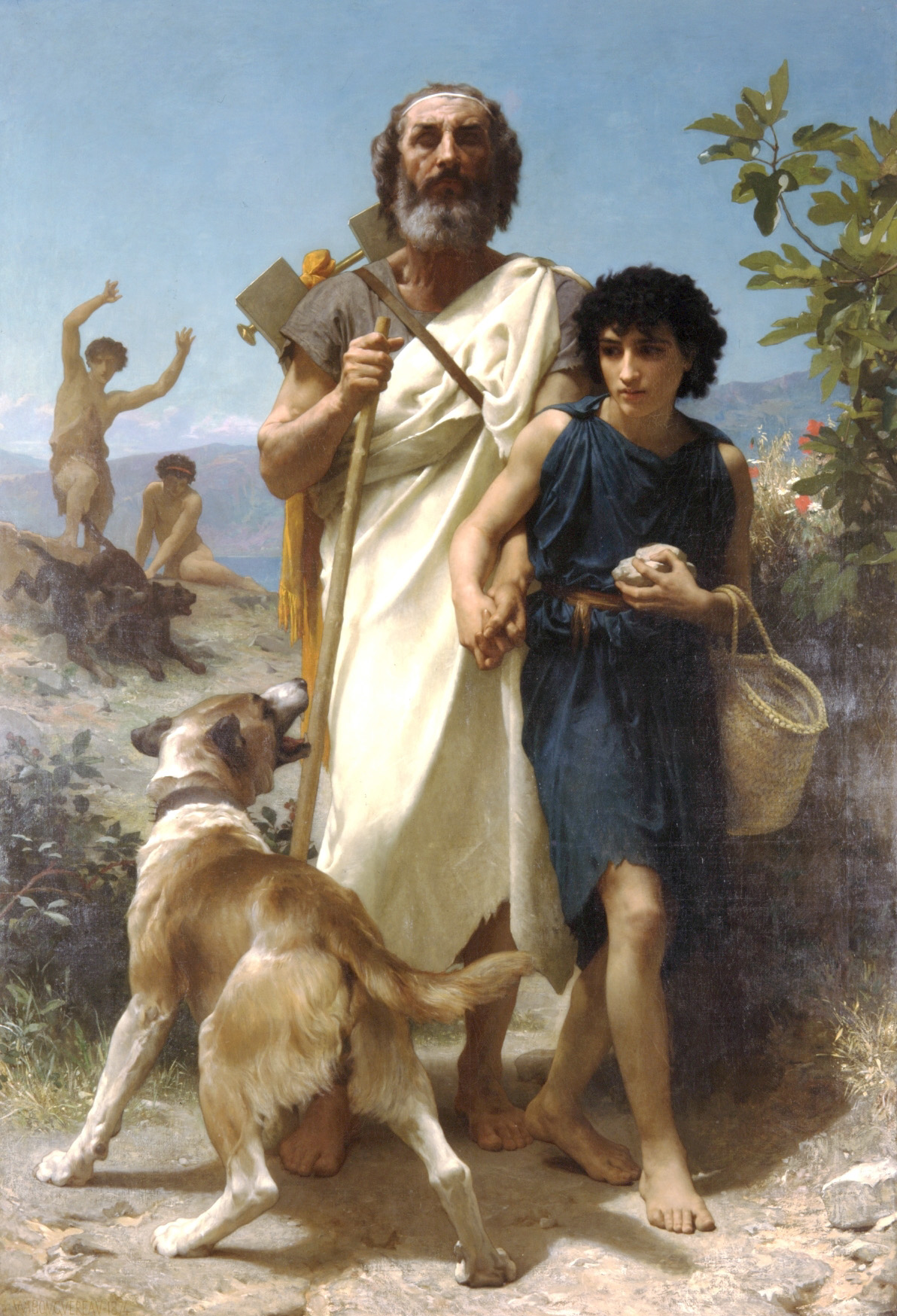
Гомер зі своїм поводирем, картина Адольфа Вільяма Бугро
Сцена зображує Гомера на горі Іді, на острові Крит, у супроводі поводиря Галвка.

Гомерівські поеми свідомо архаїчні та припускають атмосферу феодального добробуту, якого на цій території на ділі вже не було. Збезземелення дрібного селянства і зародження торгового капіталізму призвели до різкого загострення класових протиріч. VII й VI століття до н. е. стали епохою соціальних революцій і запеклої боротьби торгового капіталу з великим землеволодінням. Ідеологія, виразниками якої були епічні співці, руйнується, і змінюється соціальна функція літератури, в якій на перший план висуваються моменти політичної боротьби та етичної проповіді. Для цієї мети намагаються використовувати і готову техніку епічного вірша: створюється дидактичний епос. Консервативно настроєний рапсод Гесіод, автор генеалогічних поем про покоління богів і героїв, збирає старовинний матеріал, щоб оберегти його від спотворень нового міфотворчості; епічним віршем він користується і тоді, коли наділяє в форму повчання до брата протест проти несправедливих суддів, правила селянської моралі й життєвої мудрості. Разом з тим в літературу включаються культові та народні пісні різноманітних розмірів. Криза відкриває шлях для проникнення східного впливу: народи Сходу вносять у літературу нові інструменти, музична ритміка ускладнюється. При розпаді культурної єдності процес творення нових жанрів в різних областях еллінського світу протікає по-різному.

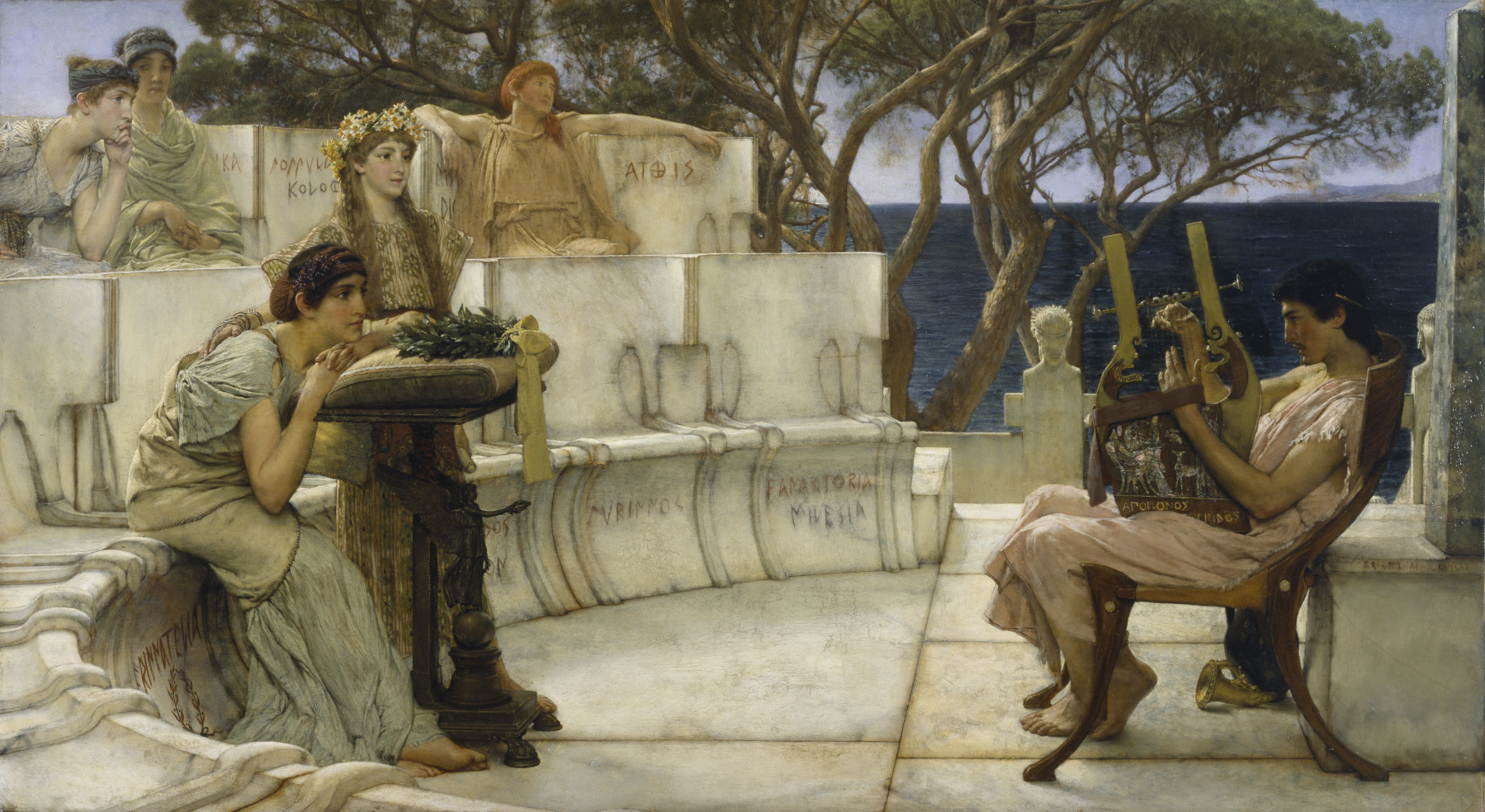
Картина англійського живописця сера Лоуренса Альма-Тадеми XIX століття, на якій зображена поетеса Сапфо, що захоплено дивиться на те, як ліричний поет Алкей грає на лірі.

У торговельній Іонії, де старовинні підвалини розклалися раніше, ніж в інших місцях, і створилася ґрунт для розвитку індивідуалізму, світовідчуття соціальних низів і декласованих особистостей знайшло своє вираження в ямбографії, літературній канонізації «ритуального лихослів'я». Архілох протиставляє аристократичному безособовому епосу суб'єктивну поезію особистості, різко протестує проти суспільних умовностей. Гиппонакс — «поет босяків» — користується вже жаргоном вулиці; менш різки ямби Семоніда, сатира якого про жінок має загальнодидактичний характер. Ближче до епосу була застільна пісня на зборах чоловіків, елегія, яка складалася з чергування гекзаметра з пентаметром і виконувалася під акомпанемент занесеної зі Сходу флейти. Елегія була розвитком дидактичної медитації, схильність до якої іноді спостерігається і в епосі, і теми її були різноманітні: військово-політичні, повчальні та навіть еротичні. Сліди споконвічно-траурного характеру елегії збереглися у звичаї користуватися елегійним розміром для написів на надгробних плитах, епіграм, і термін цей став застосовуватися до будь-якого невеликого вірша, складеним елегійним віршем. Еолійські поети пішли по шляху канонізації старовинної пісні, вводячи в літературу серію нових розмірів творів з часом досить складною строфікою і віддаючи перевагу пісенній, «мелічній», ліриці. Носієм ліричної теми тут є образ самого поета, поставленого поруч з ким-небудь іншим («громадяни», «друзі», «улюблений», «бог» і подібні), що є адресатом ліричного виливу — ослабленої форми дидактики. Поезія лесбосців Алкея і Сапфо приносить з собою наївність і безпосередність пісенної емоції, що забарвлює в Алкея мотиви кипучого життя політичного борця та емігранта, а у Сапфо романтику томління одностатевої любові у своєрідних умовах. У іонійців Анакреонта, що жив уже при дворах тиранів, свіжість лесбоських поетів змінюється витонченою технікою ліричної мініатюри, переважно еротичного і застільного характеру.
В аристократичних дорійських державах віршові та музичні нововведення призвели до розквіту хорової лірики, поезії гімнів на релігійних святах і гімнастичних змаганнях. Література стає виразником нової аристократичної моралі й дельфійської міфотворчості. У гімнах, що супроводжувалися складною музикою, танцем, які спеціально складалися для кожного вірша, сугестивність слова досягалася зосередженням виразної енергії на окремих віршових групах, на шкоду логічній будові цілого твору: останнє легко брало характер асоціативного ковзання. Невід'ємна частина гімну або міфу, подавалася не зі спокійною докладністю епосу, а натяками, окремими штрихами, що додавали нове освітлення загальновідомих сюжетів, і у вільному чергуванні з повчальними сентенціями. А складність складу хорової лірики та широкі структурні можливості створювали велику різноманітність стилів.

#### Виникнення трагедії

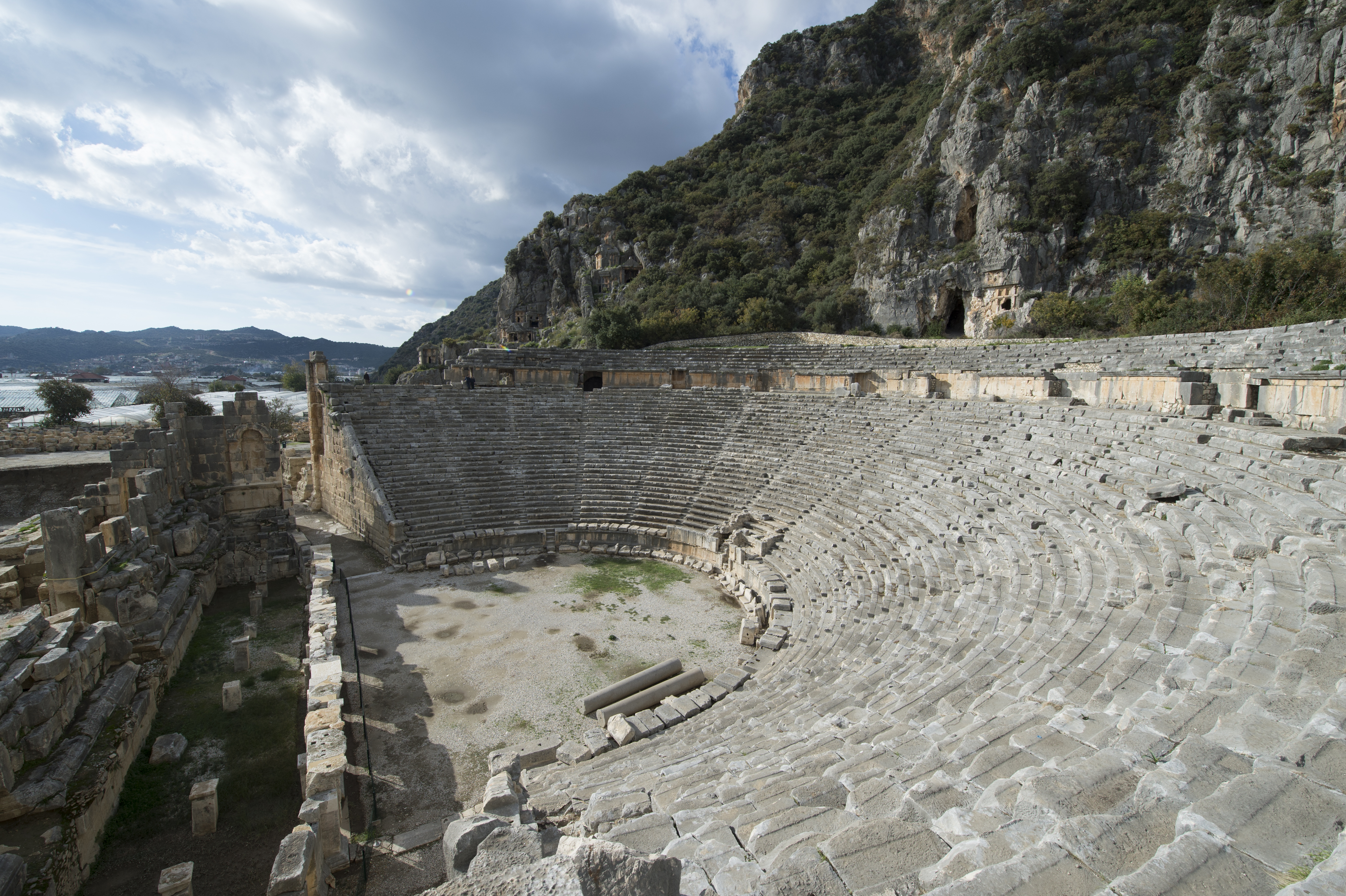
Давньогрецький театр міста Мира, Лікія.

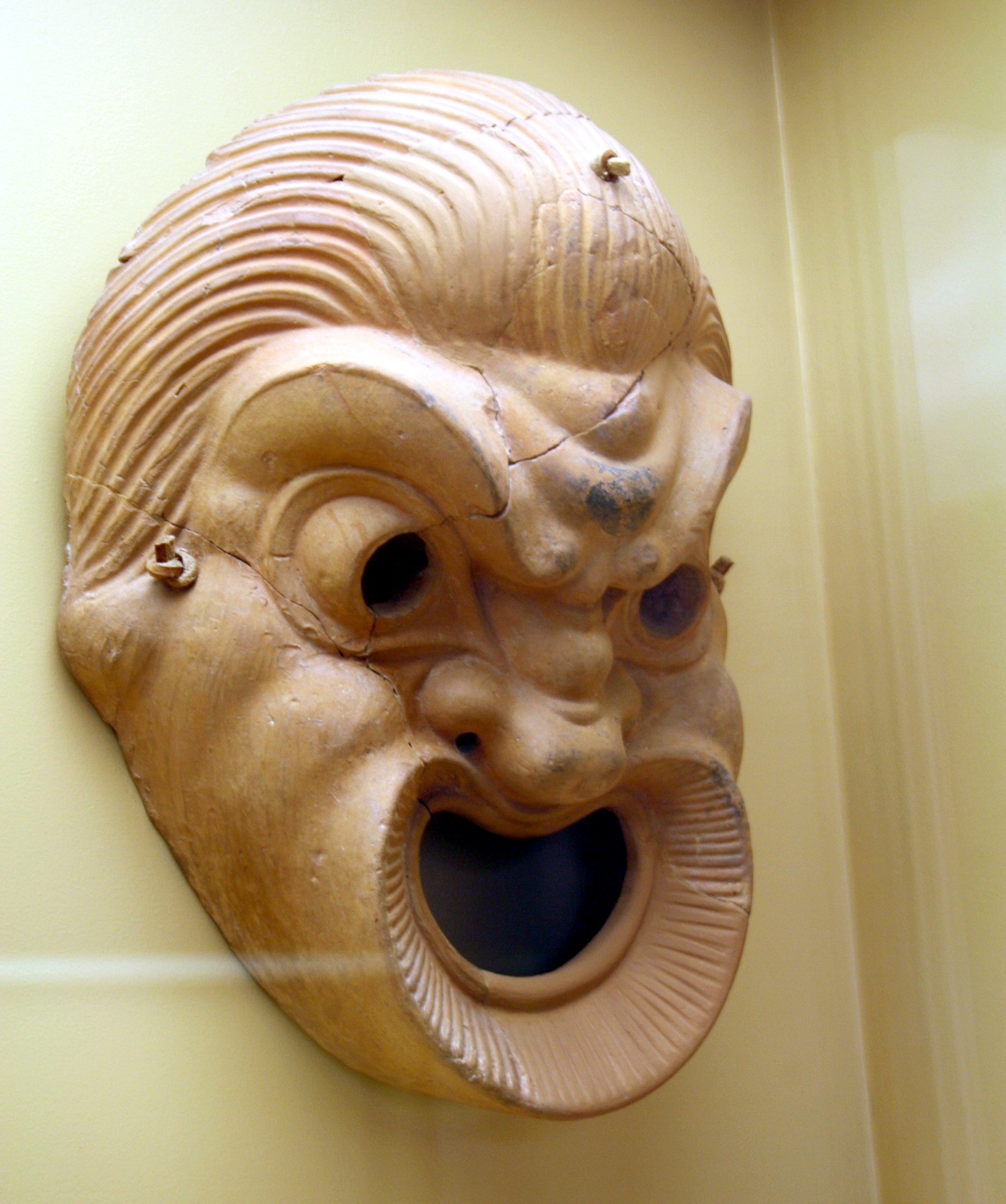
Теракотова маска комічного актора часів Стародавньої Греції.

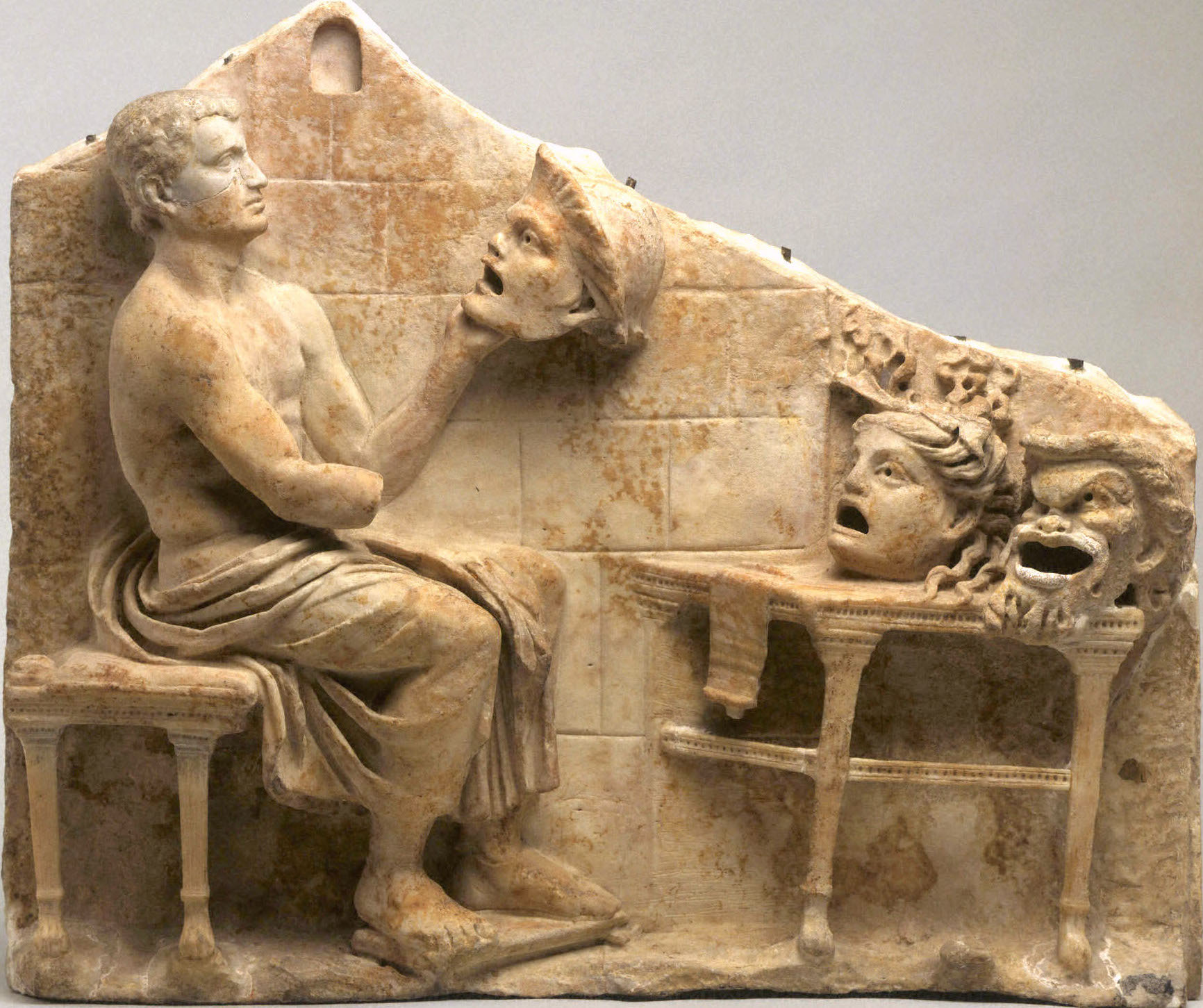
Римський, республіканський або ранньоімператорський, рельєф сидячого поета (Менандра) з масками «Нової комедії».

Давньогрецька трагедія — один з найдавніших видів жанру трагедії. Трагічні сюжети найчастіше будувалися на міфах з усних традицій архаїчних епосів. Вона заснована на релігії Діоніса, використання якої, через владику душ протиставлялося аристократичному культу героїв й відігравало значну роль у боротьбі торгового капіталу проти аристократичної ідеології в VI столітті. У розробці асимільованої Діонісом культової пісні — дифірамба — беруть участь видатні поети хорової лірики: Аріон, Сімонід, Вакхілід, Піндар та Лас Герміонський. Оргіастичні та мімітичні елементи культу Діоніса, де замасковані учасники священного дійства втілювали Бога і його супутників, де звучав плач про померлого бога і гімн радості по воскреслому, легко залучали до орбіти культу. З поєднання хорової лірики з міметичними елементом створилася аттична трагедія, використана в Афінах на святі «Великих Діонісій». Основним елементом трагедії є повідомлення актора про якийсь страждальницькі події за сценою, що зазвичай накладалися на героїчний сюжет і плач хору. Діалог хору із початку єдиним актором був лише мотивуванням зміни ліричних емоцій. Розвиток трагедії йде по лінії ослаблення хорової лірики на користь діалогічних партій. Надалі Есхіл ввів в театр другого актора, відкриваючи можливість драматичної боротьби та нової проблематики міфологічного сюжету, яка витікає з протиставлення діючих сил. Використовуючи всі досягнення дорійської лірики в хорових частинах і іонійської техніки вірша в діалогічних, — трагедія відрізняється широким ідеологічним захопленням в постановці проблем, що цікавили культурне товариство Афін V століття. Потім Софокл ввів у виставу третього актора. Його п'єси відрізнялися чіткою структурою і монументальністю характерів. Творчість Евріпіда ж знаменує кризу трагедії: індивідуалістичне почуття життя з працею уміщається в рамку старовинних міфів, деформуючи їх по суті; героїчні характери втрачають свою велич, високий стиль знижується до рівня повсякденної мови, натомість висувається трагізм ірраціонального, пристрастей і різких душевних зрушень; поет прагне до сильних сценічних ефектів, нарочито змінюючи сюжетну лінію; значно ускладнюється музичний елемент, хор перестає грати роль в розвитку дії. Від післяеврипідівської трагедії, де партії хору остаточно перетворилися в інтерлюдії й значне місце в ній займала патетична декламація, пам'ятників якої майже не збереглося. На трагічних змаганнях V століття кожен поет ставив по три трагедії, які могли бути пов'язані сюжетною єдністю (трилогія), і в ув'язненні в «драму сатирів» — гротеск, хор якого складався із сатирів — лісових демонів; введення яких приписувалося Пратіну.

#### Виникнення комедії
Давньогрецька комедія була серед найперших відомих форм комедії. Переважно вона складалася з непристойності, образ та хамства. Карнавальні обряди з їх «ритуальним лихослів'ям» і глузливими піснями породили проведення в різних місцях Греції мімічних вистав з масками народного балагана (хвалькуватий і боягузливий воїн, лікар, блазень та інше). Звернене на богів «ритуальне лихослів'я» створювало в очах людей гротеск — міфологічну пародію. З цих елементів народної гри будував свої п'єси сицілієць Епіхарм, і з поєднання дорійської техніки міма з аттичним карнавалом створилася теж як один з елементів Діонісових свят, аттична комедія, яка протягом всього V століття зберігала риси карнавальної обрядовості в сюжетотворенні та композиції. Зазвичай комедія ділилася на кілька частин: герой, після складного «змагання» з противником, за сприяння хору встановлював деякий новий, найчастіше казковий, порядок речей, вслід за чим демонструвалися наслідки нового порядку, а п'єса закінчується веселою процесією. Карнавальна свобода давала простір і особисто загостреному глуму і різкій критиці суспільних порядків, а найбільш зручними були для неї сцени «змагання». Давньогрецька комедія V століття мала яскраво виражений політичний характер і перебувала в перманентній опозиції до демократії, стаючи в цьому відношенні рупором великого землеволодіння — а в кінці століття й селянських настроїв. Літературні та філософські новації також давали багатий матеріал комедії. На початку IV століття скрутне становище розгромленої в Пелопоннеській війні демократії призвело до скасування карнавальної свободи, і «середня» комедія століття змушена була відійти від політики й повернутися до більш невинних тем, таких як міфологічні пародії.

#### Художня проза

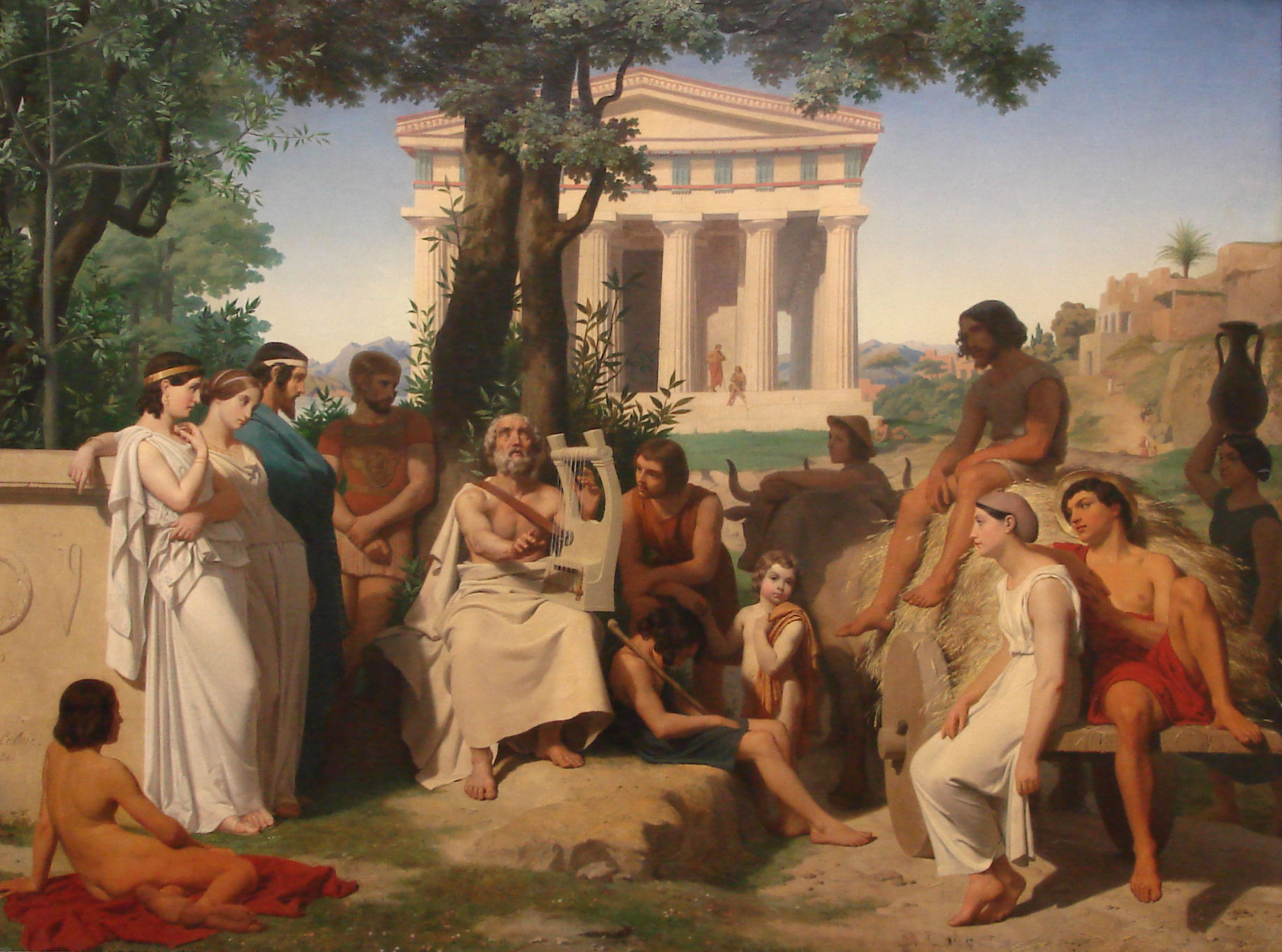
Сліпий аед читає гекзаметри натовпу, картина за твором Гомера.

З кінця V століття починає зароджуватися художня проза. Мистецтво прозової розповіді здавна існувало у греків, але в феодальну епоху було серйозно відтиснуто епосом. З розкладанням епосу це мистецтво отримало можливість нового розвитку: почали створюватися розповіді про нових персонажів. Ферекід переносить в прозу теми дидактичного епосу, рясно оснащаючи їх казковими мотивами. У VI столітті до н. е в Іонії на ґрунті боротьби з аристократією виникає раціоналістична критика героїчних переказів, а в епоху кризи громадських форм починає розвиватися інтерес до чужих країн і їх строю, що мотивує створення нових видів прозаїчної літератури. Чітко позначається грань між дійсністю — об'єктом прози, і міфом — об'єктом поезії. Зароджується філософія і після недовгого періоду коливання між гекзаметром, віршем дидактичного епосу і прозовою формою — розвиток літератури рішуче стає на шлях останньої. Серед талановитих прозаїків того часу також варто виділити Езопа, байки якого перекладалися на безліч мов, в тому числі перекладалися й на російську Іваном Криловим. На противагу поетичним жанрам, зазвичай укріпленим в тих чи інших формах побуту і розрахованим на певний характер виконання перед певною публікою, нові види прози спочатку були книжковими, розрахованими на невизначеного споживача, хоча окремі частини твору і були предметом публічних читань. Іонійський діалект стає мовою наукової прози та історіографії. В історії Геродота, не без впливу епосу і трагедії, етнографічна вченість поєднується з новелістичної технікою оповідання і мистецтвом компонування великих мас матеріалу. В Афінах розвиток прози пішов, в першу чергу, по лінії красномовства і при тому не тільки практичного, вельми важливого в умовах демократії, а й урочистого: так, ще в першій половині V століття до н. е. було встановлено поминальне торжество на честь загиблих на війні, де лунала хвалебна мова.

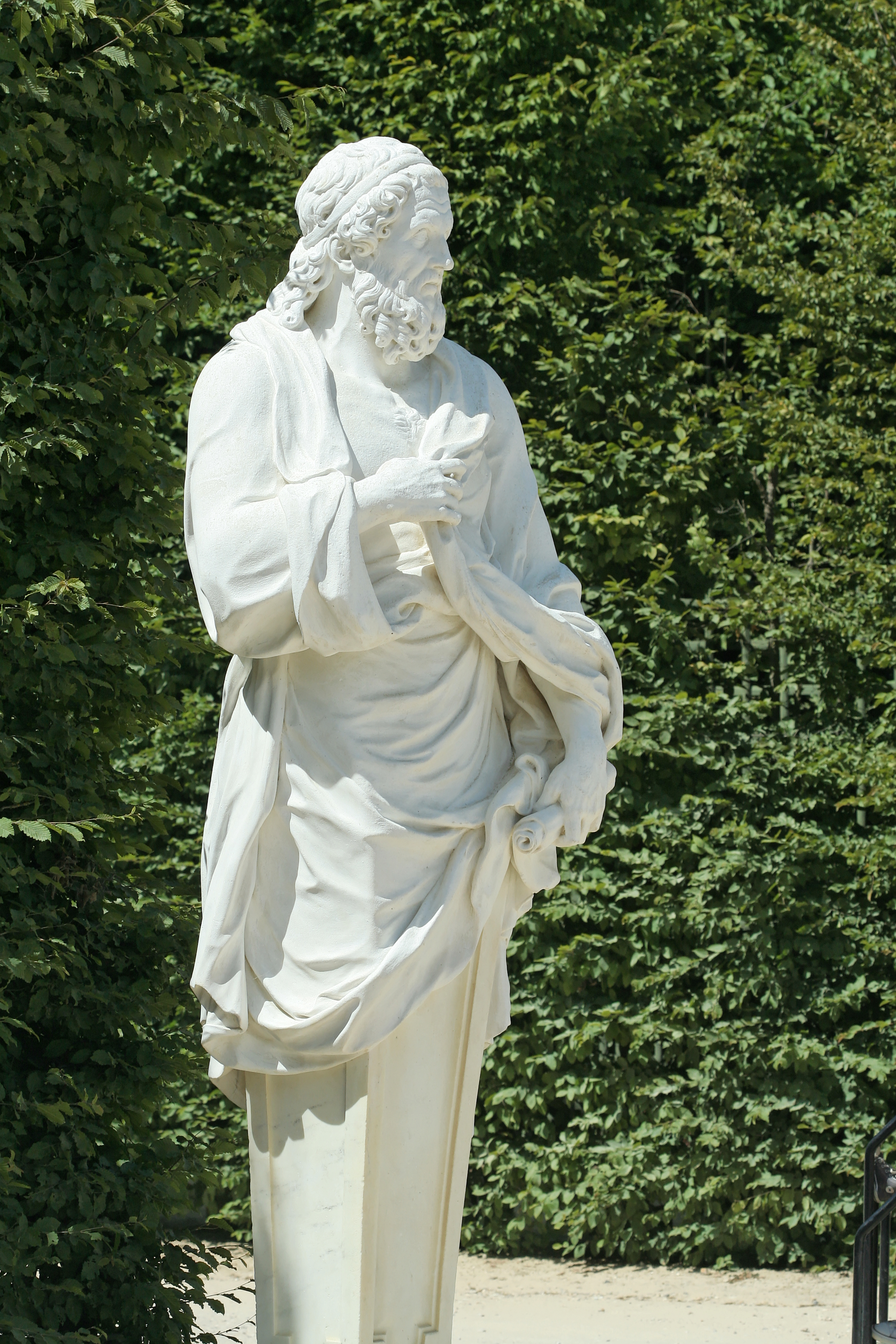
Статуя Ісократа.

Але остаточний розпад старовинної ідеології припав лише на кінець століття.
Таким чином проза стала виконувати культурні функції хорової лірики та драми. Шляхом переміщення в область красномовства ряду елементів, властивих поезії почали створюватися основні принципи античної художньої прози: ритмічність, широке використання поетичних засобів вираження, з'явилось майстерне членування пропозиції на частини шляхом техніки протиставлень, асонансів і архітектонічності побудованого періоду. Красномовство веде боротьбу на два фронти: проти поезії, протиставляючи її жанрам різних видів промов, і проти книжкової наукової прози. У цій боротьбі риторика стає провідником настроїв заможних класів, у яких розпад грецьких міст-держав викликав спрагу «сильної особистості». У школі Ісократа створюється моралізуюча біографія в тоні хвалебної мови й велика кількість публіцистичної літератури. Філософія знаходить своє художнє оформлення в діалогах, ярким представником яких є діалоги Платона, які відрізняються часом значним драматизмом і мистецтвом портретної характеристики. Історіографія відчуває сильний вплив риторичних принципів: цьому сприяє як загальна публіцистична установка історіографії, яка слугує політичній меті, так і прийом вкладання промов в уста історичних осіб, що перейшов з епосу й новел. Літературною мовою грецької прози стає аттичний діалект У цих обставинах старі політичні жанри з їх втратившими актуальність у мас богами та міфами відходять на задній план і є радше предметом теоретичного вивчення, поетики, ніж методом цікавого проведення часу. В кінці IV століття до н. е. народжується нове ставлення до міфів, яке остаточно оформиться лише в наступному столітті.

### Елліністичний період
Підкорення Греції македонянами, завоювання Сходу та створення елліністичних монархій різко змінюють весь уклад життя. Еллінський період грецької культури змінюється елліністичним. Економічні та культурні центри переміщуються на Схід, в столиці нових держав; ідеологія кантонів партикуляризму відступає перед космополітичними й індивідуалістичними тенденціями. У самій Греції настає період застою, а потім і занепаду. Політично орієнтоване красномовство втрачає ґрунт, поступаючись місцем шкільним декламаціям, філософія кличе до аполітизму і самозаглиблення. У красномовстві розвивається прагнення до максимальної дієвості кожної частини фрази та сильним ритмічним ефектам, відбувається перехід до т.з «азіанського стилю». Мандрівні філософи-проповідники виробляють новий жанр загальнодоступної лекції — діатрибу, де вільно чергуються стилістичні елементи різних жанрів; повчальне викриття пороків створює рясну сатиричну і пародійну літературу, народжується ямбографія, за чим слідує стирання традиційних меж між жанрами: у сатиричних діалогах і листах сирійця Меніппа Гадарського проза чергується з віршем. Ще до самого початку елліністичного періоду відноситься розквіт «нової» аттичної комедії, «буржуазної драми» давнини, в якій вже зовсім відсутні фантастичні елементи та політична злободенність. На основі міцно збитої інтриги, зазвичай любовної, новелістичного походження, техніка якої багато в чому зобов'язана еврипідівської трагедії, створюються напружені положення, гротескні або зворушливі, а типові персонажі комедії («закоханий юнак», «гетера», «старий») набувають поглиблене внутрішнє життя, і ретельно вимальовані характери стають конструктивним моментом інтриги. Традиційний хор переживає період занепаду, а якщо існує, то лише для виконання вставних ролей.

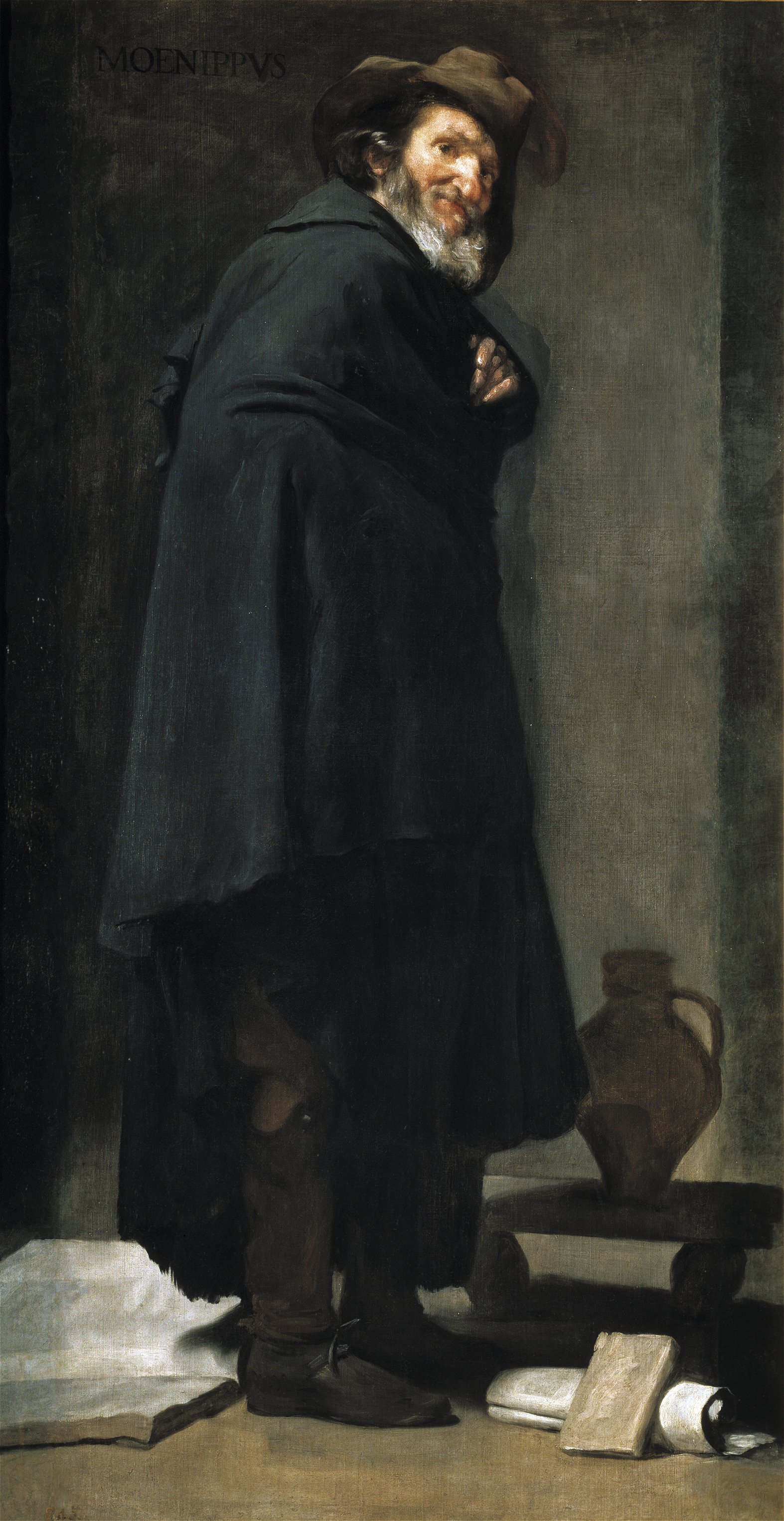
Портрет Меніппа Гадарського авторства Дієго Веласкеса

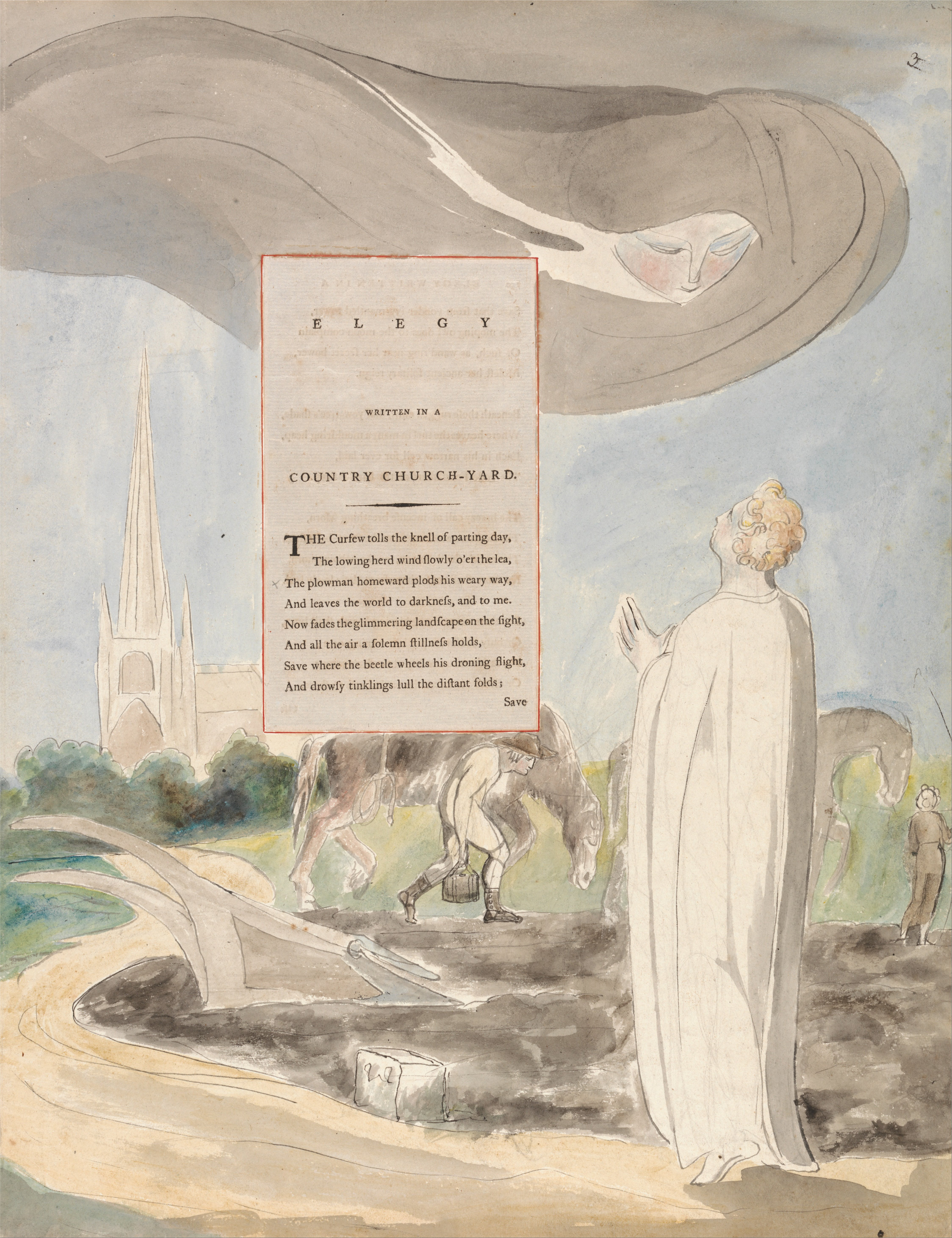
, картина авторства Вільяма Блейка.

Ця епоха ознаменувалася великою кількістю історіографічної продукції: грандіозні події і небувале розширення географічного горизонту створюють велику історичну та етнографічну літературу, в тому числі й етнографічну утопію. У втрачаючих значення старих культурних центрах розвивається любовне вивчення місцевої старовини. Створюється знаменита Александрійська бібліотека, навколо якої концентрується величезна філологічна робота з видання всіх видатних літературних пам'яток еллінського періоду. Стара література, міцно пов'язана з віджилою вже культовою та політичною обстановкою, що в значній частині розрахована на музичний і танцювальний супровід, починає відчуватися як книжкова література і при цьому позачасова, класична. Якщо раніше поетична майстерність була предметом складної виучки, а поети, за небагатьма винятками, працювали кожен тільки в одному жанрі, то від нового покоління поетів стала турбуватися начитаність, вміння блищати цитатами та напівцитатими із творів старих авторів, і вони отримали можливість сміливо братися за різні жанри, конструкції яких перероблялися в новій літературній свідомості. Так виникає «вчена» поезія, що оформляє лише той матеріал, який вже одного разу був іншим чином літературно оформлений, а звернена вона була лише до невеликого кола літературно освічених цінителів. Александрійська поезія накладає настільки значний друк на всю продукцію, що період еллінізму грецької літератури починають називати Александрійським. Міф, що втратив ідеологічну актуальність вже в IV столітті, починає сприйматися як естетична культурна цінність і носій ореолу минулого. Рафіновані представники міської культури прагнуть стилізувати наївне почуття життя, яке на тлі вишуканої форми виявило б свою витонченість. Відкриваючи в міфі принадність втраченого наївного почуття життя, цю ж принадність знаходять в фольклорі, життя та інтереси маленьких людей стають основними принципами й настроєм «ідилій» Теокріту. Теокріт пише жанрові картинки на міфологічні теми, мімічні сценки з життя нижчих верств міського населення. Вірш Теокріта — гекзаметр, але на дорійському діалекті, який створює відчуття новизни віршової форми; застосування прийомів народної пісні та еолійської лірики створює новий, «ніжний» стиль літератури в описі буколічного пейзажу і любовного томлінддавав перевагуня. У творах Героду натуралізм мімічної сценки поданий на тлі архаїчно стилізованого іонійського ямба. Найповнішим виразником складних устремлінь епохи є Каллімах, вчений і різнобічний поет, який формулює шкільну програму в принципах малої форми, ретельної обробки деталей і боротьби з банальністю. Спроба Аполлонія Родоського модернізувати епічну поему шляхом введення в неї патетичної еротики зустріла різку відповідь з боку Каллімаха, обравшого, згідно з принципами нового напряму, розробку окремого міфічного епізоду у вигляді «епіллія» (малого епосу) або елегії. Мовна, метрична і композиційна майстерність, гімни, ямби та епіграми забезпечили Каллімаху славу видатного поета елліністичного періоду. Великою популярністю також користувалася астрономічна поема Арата, епічні та елегійні вірші Евфоріона і Лікофрона, передбачення Кассандри, в яких мотивована тоном оракула загадковість вираження давала автору і читачам широку можливість виявлення своєї «вченості». Але улюбленим жанром епохи була мала форма — епіграма, в якій переважали або еротико-симпатичні мотиви або теми з життя дрібного люду на контрастному тлі пишної мови.
У II столітті експансія Риму і національні рухи місцевого населення елліністичних держав призводять їх до занепаду. Сама Греція, а потім і елліністичні країни одна за одною підпадають під вплив влади Римської Імперії, через що література цього періоду вкрай слабо збереглася до наших часів. Нікандр пише дидактичні поеми, Біон і Мосх успадковують «ніжний» стиль Теокріта, Антипатра, Мелеагра і Філодема продовжують епіграматичну, а Парфеній — елегійну традицію. Епіллій набуває патетичне забарвлення, а елегія розвиває мотиви любовного томління. У прозі настає поступова відмова від «азіанського» стилю на користь повернення до принципів аттичного красномовства, аттицизму. Поряд з визнаною літературною теорією при відриві культури верхів від мас жанрами розвивалися і види творів, розраховані на менш вимогливу публіку. Так сценою опановує мім, відтісняючи серйозну драму. Нові релігійні рухи знайшли вираз в аретології, оповіданнях про чудесних богів — рятівників. Цей самий термін презирливо вживали для фантастичних оповідань про чужі землі і надзвичайні істоти. З аретологією схрещується новела, що протягом століть перебувала за порогом серйозної літератури, а вже в I столітті вона отримує літературне оформлення в оповіданнях Арістида Мілетського, і тоді ж намічається поширення новелістичного сюжету в романи.

### Римський період
У римський період існування Греції зроблено істотний внесок у розвиток грецької літератури, в основному в твори поезії, комедії та трагедії, проте велика частина літератури цього періоду була історичною.

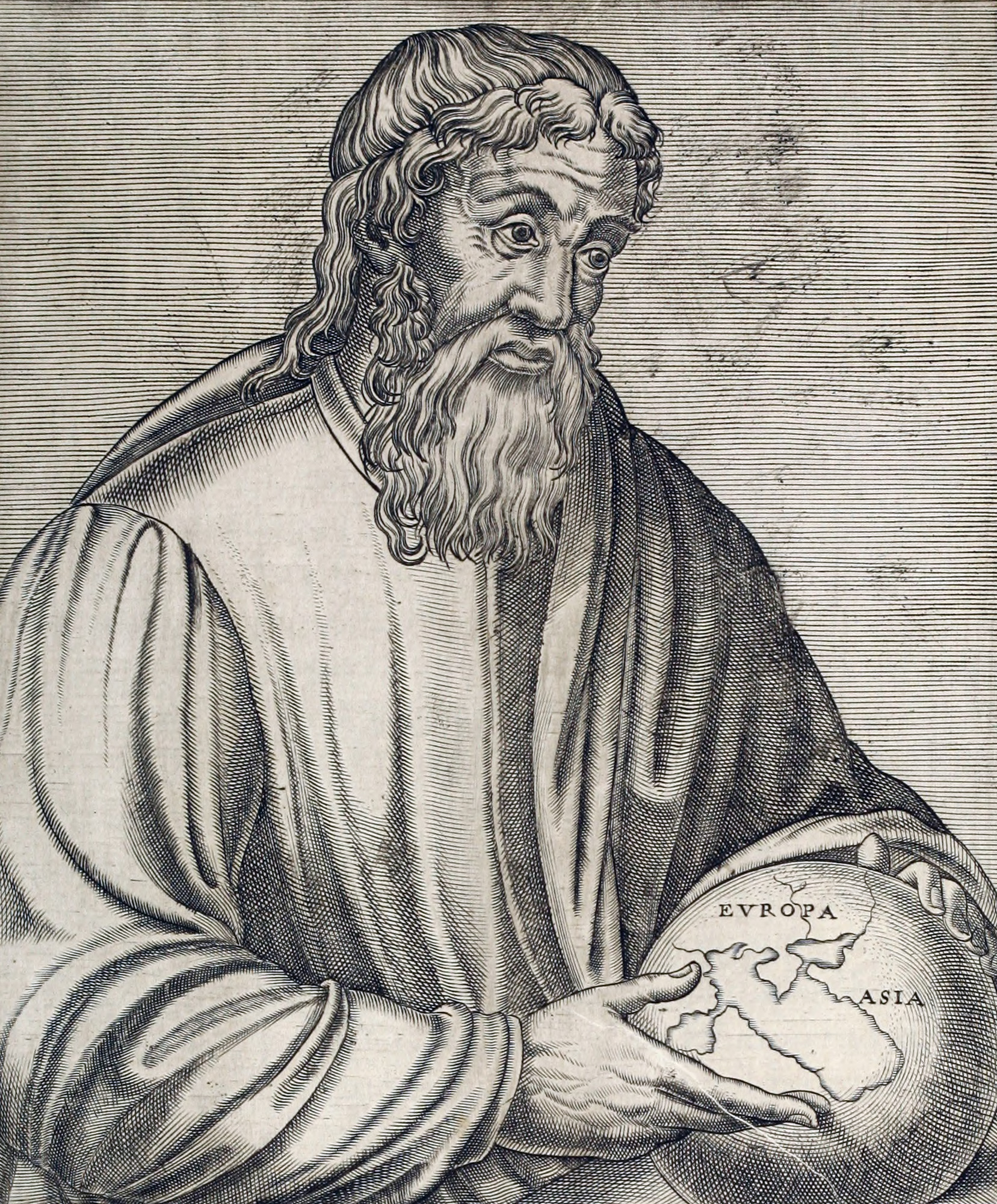
Портрет географа Страбона.

Після битви при Акції завершується процес римського завоювання грецьких областей і Греція остаточно поступається Риму. Значна кількість грецьких вчених вирушили до Риму, але грецька мова та література швидше починають привертати увагу культурних шарів Римської імперії, через що впродовж невеликого часу вони вже домінують в освіті того часу, а знання і розвиток грецької писемності поширюється на всі регіони імперії, чому, в тому числі сприяв імператор Марк Аврелій, який писав саме грецькою. В результаті цього та втрати Грецією головного економічного становища в Середземномор'ї — грецька література активно деградувала, втрачаючи навіть і свій стилістичний інтерес, що також було викликано розривом між літературною мовою і живою народною мовою.
У цей період основною мовою літератури стає т.з «спільна мова» — койне, вона використовується в більшості літературних і наукових творів.
В кінці I століття письменники-класики, такі як мораліст Плутарх, що не були прихильниками аттицизму значною мірою орієнтувалися на літературу раннього еллінізму. Лише з II століття, коли перші ознаки наближення кризи змушують Рим знищити насильницький примат Заходу над Сходом і добробут грецьких міст тимчасово поліпшується, риторика здобуває перемогу по всій лінії в т.з «другій софістиці», що витикає у занепад поезії, культивується в основному проза, в той час як з'являється новий жанр — роман. Література захльостується хвилею «урочистих» промов і імпровізацій софістів, де аттична лексика з'єднується з типовою для азіанського стилю театральністю. Одним з найбільш значимих письменників-дослідників цього часу можна назвати Страбона — античного історика й географ, автор «Географії», що збереглася майже повністю в 17 книгах і яка служить найкращим джерелом для вивчення географії стародавнього світу. Проголошується перевага «мови» над поезією, в слідстві чого техніка красномовства дійсно досягає великої висоти, в той час, як поезія животіє.
Революція в III столітті зруйнувала Римську імперію, на руїнах якої виросла нова абсолютна монархія, в якій християнство надалі стало панівною релігією. З часів імператора Костянтина Великого, по суті, починається вже візантійська література. Проте, старі літературні форми ще живуть в суспільстві ще деякий час. Красномовство IV століття представлено, з одного боку, софістами Лібанієм, Фемістієм та Гімерієм, з іншого — християнськими проповідниками Григорієм Богословом й Іваном Золотоустим. У тому ж столітті сатира елліністичних філософів відтворюється у творах імператора Юліана. Строгі класичні традиції зберігаються в школі у Прокопія, Хорикія та Іоанна Газьких. Квінт Смірнський на основі підручників міфології складає довгий епос, продовження «Іліади», яке дістало назву «Posthomerica». Однак, вся ця поезія була потенційно мертвонародженою, оскільки оперувала старим (античним) квантитативними принципами віршування, тимчасом як в живій мові різниця між довгими та короткими складами вже зникла. Більш жива християнська поезія від цього принципу відмовляється і, переносячи в вірш прийоми риторичної ритмізованої проповіді з її принципом асонансу в кінці членів фрази, створює як заповіт античної ритміки візантійській літературі — риму.

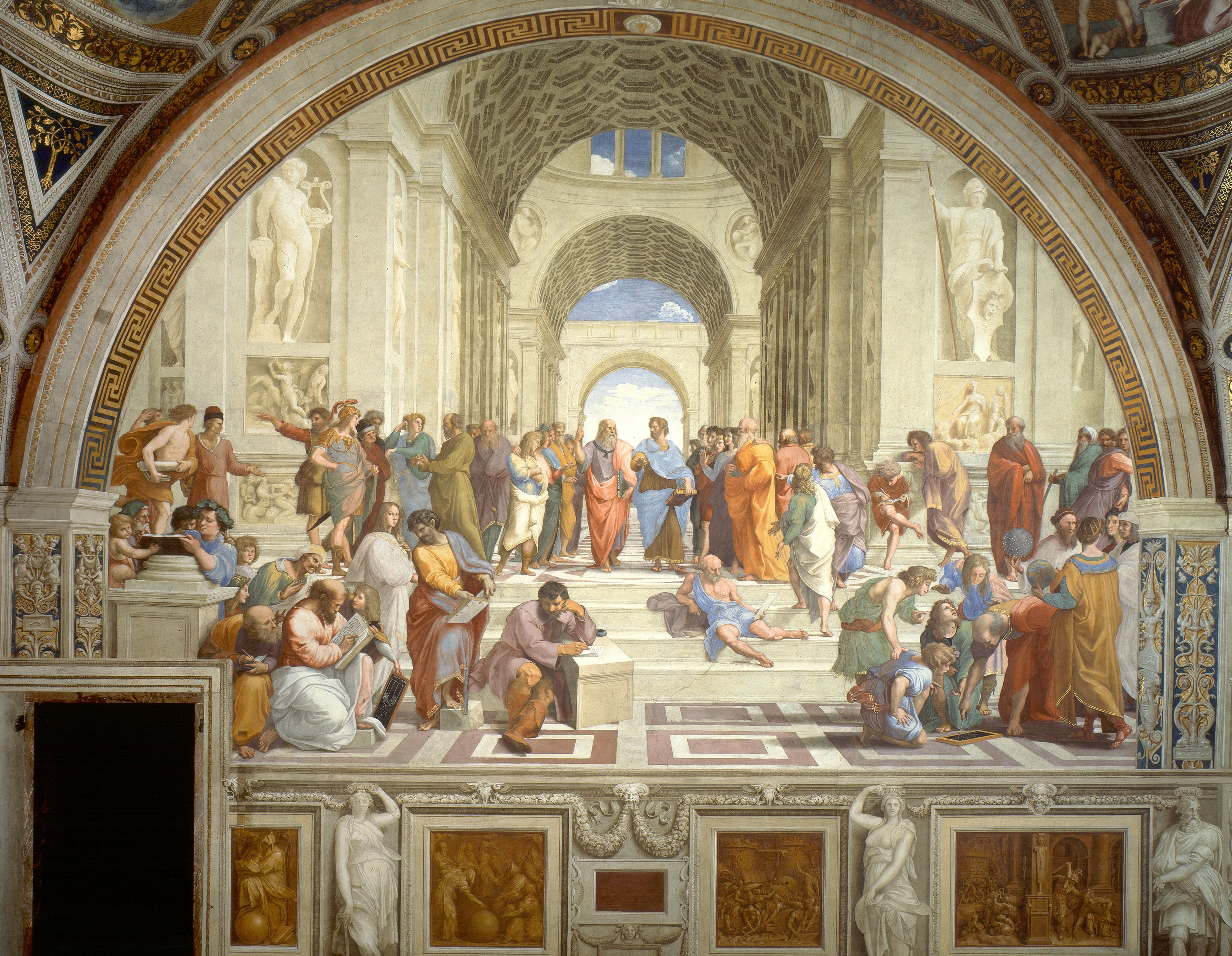
Картина «Афінська школа» авторства Рафаеля, що зображає відомих класичних грецьких філософів в ідеалізованій обстановці.

#### Філософія

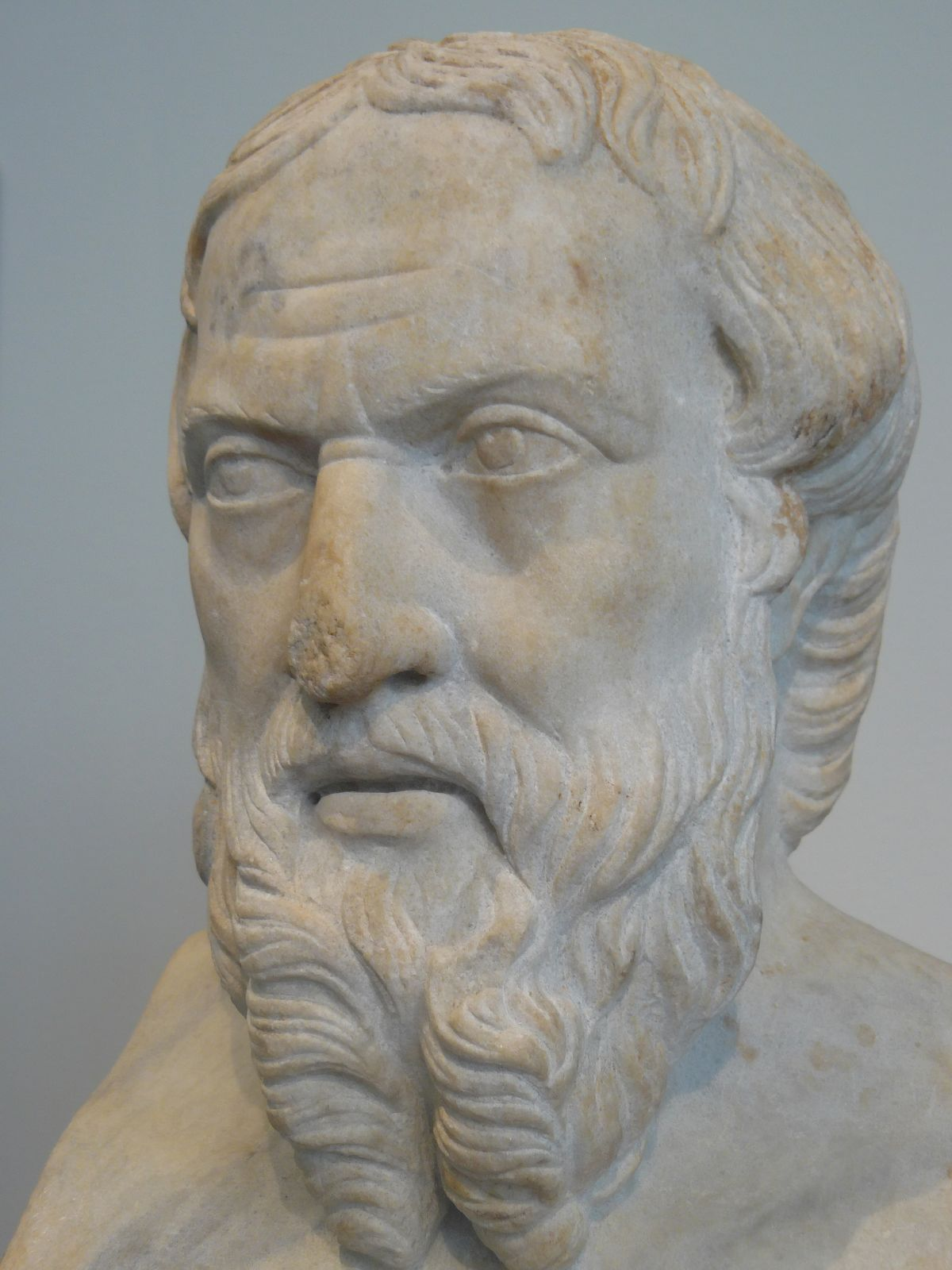
Бюст Геродота, творця історії.

Філософія зародилась у Стародавній Греції близько VI століття до н. е, як новий раціоналістичний спосіб бачення світу на противагу міфологічному світогляду попередніх століть і розглядається як одна з двох гілок античної філософії. А основною її мовою залишилася давньогрецька мова. Особливістю філософії Стародавньої Греції була схильність до космології, тобто до пояснення природи речей. Цим вона відрізняється від філософій Стародавньої Індії та Стародавнього Китаю, які почали складатися приблизно одночасно, в період, що одержав назву осьової доби. Також до давньогрецької філософії за ідеями, методами та термінологією відноситься філософії грецької частини Римської імперії, і взагалі велика частина філософських текстів, створених в цей період.
Завдяки трьом найвидатнішим представникам грецької філософії — Сократу, Платону та Арістотелю — Афіни приблизно на тисячу років стають центром всієї грецької філософії. Сократ вперше в історії ставить питання про особистості з їх рішеннями, що диктуються совістю, і з її цінностями. Платон створює філософію як закінчену світоглядно-політичну та логіко-етичну систему; Арістотель — науку як дослідницько-теоретичне вивчення реального світу.

Першою з натурфілософських шкіл була Мілетська школа, що була заснована Фалесом. Для мілетської школи було характерне уявлення про те, що всі речі повинні походити з єдиного речового начала, яке вони називали стихією. Ця первісна стихія втілює в собі основну рису світу речей — його безперервне становлення.

#### Історіографія
Концепція історіографії народилася в Греції приблизно в V столітті до нашої ери, хоча заведено вважати, що раніше на Сході вже існувала схожа письмова концепція, прагнення до запису всього, що сталося і було зроблено. Однак ця первісна історіографічна концепція є простою передачею історичних даних, які, як і фактичні списки Стародавнього Єгипту, не мали історичного аналізу, який робиться зараз, не заперечуючи тим самим його велику документальну цінність.
Геродот, як в ті часи, так і зараз вважається першим істориком людства. Геродот задумав історію як засіб уникнення забуття того, що заслуговує на збереження в пам'яті суспільства. Він спробував провести відмінність між більш і менш надійними розповідями і особисто проводив дослідження, багато подорожуючи, даючи письмові звіти про різні середземноморські культури. Хоча Геродот загалом звертав увагу на дії і характери людей, він також приписував важливу роль божеству у визначенні історичних подій. У Стародавній Греції історія також розглядалася як засіб демонстрації прикладів, хоча і не моделей майбутніх подій. Крім того, з Геродота історики проводять критичний огляд минулого і подій, які нібито мали місце. Надалі Фукідід заклав методологічну основу історіографії, значною мірою усунув божественну причинність у своїй розповіді про війну між Афінами та Спартою, встановивши раціоналістичний елемент, який створив прецедент для подальших західних історичних праць. Він також був першим, хто провів відмінність між причиною і безпосереднім походженням події, в той час, як його наступник Ксенофонт ввів у свій Анабазис автобіографічні елементи й дослідження характеру. Всупереч тому, що Гекатей Мілетський вже робив спроби позбавити історію від згадування надприродних елементів, але повне позбавлення історії від цього рудимента відбувається саме від Фукідіда.
Історичний період Стародавньої Греції є унікальним у світовій історії, оскільки є першим періодом, що був засвідчений безпосередньо у відповідній історіографії, в той час, як більш рання давня історія або протоісторія відома набагато більш непрямими доказами, такими як аннали, хроніки, списки царів (правителів) і прагматична епіграфіка.

## Середньогрецька література

### Візантійський період

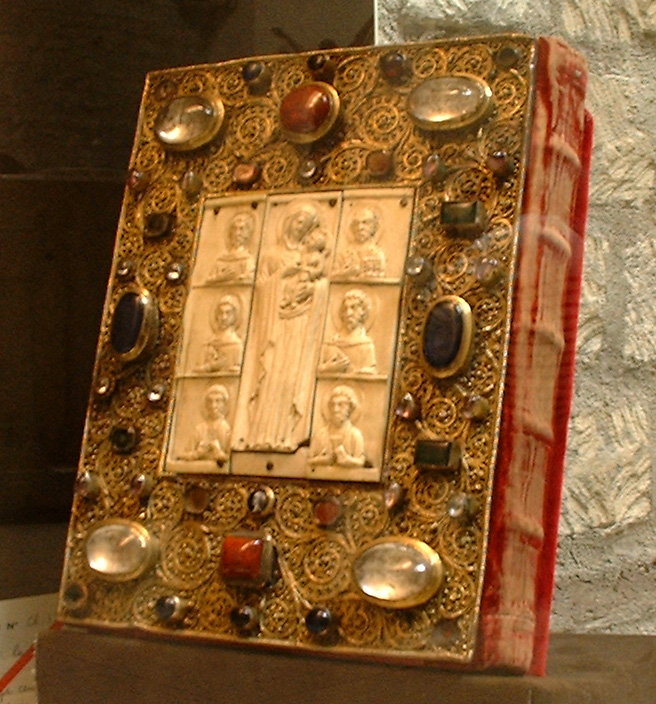
Візантійське «Євангеліє» XIII століття, що демонструє тенденцію до зростання слонової кістки як художнього інструменту.

У мовному відношенні до візантійської літератури зараховують всі тексти, написані середньогрецькою мовою, незалежно від місця створення, в слідстві чого їх практично неможливо відрізнити від творів новогрецької літератури. Як правило, мовою візантійської «високої» літератури вважають ідентичним давньогрецькій. В результаті візантійські автори в їх стилістичному та лінгвістичному взаємозв'язку рідко привертають увагу дослідників, що приділяють більше уваги ступеню володіння авторами давньогрецькою граматикою і способами її практичного застосування. У такій парадигмі мова візантійських літературних творів розуміється як один з регістрів мови, що розташовується між розмовною і мовою класичної давнини. У візантиністики література зазвичай визначається як вся сукупність написаних текстів, не роблячи різниці між літературою і писемністю. Хронологічні рамки встановлюють роки її існування від початку IV століття — середини VI століття до середини XV століття. Візантійська література об'єднала грецьку і християнську цивілізації на загальній основі римської політичної системи. Цей тип літератури було встановлено в інтелектуальній і етнографічній атмосфері Близького Сходу.

Крім особистого листування, література цього періоду переважно писалася в аттичному стилі. Деяка рання література цього періоду була написана на латині й навіть французькою мовою. Кілька алфавітів і складів були використані для переведення грецької мови, але та грецька література, що збереглася була написана на фінікійському алфавіті, який виник в основному в грецькій Іонії й був повністю прийнятий Афінами ще до V століття до нашої ери.

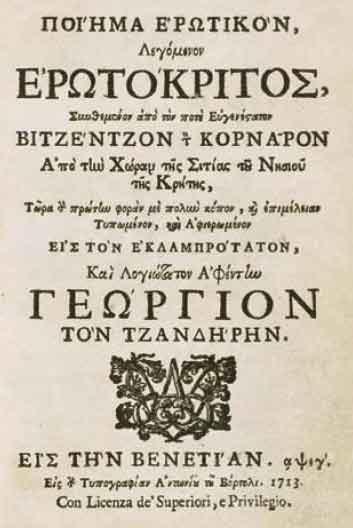
Копія Еротокриту, випущена в 1713 році.

### Критська література
Наперекір тому, що з 1204 року після закінчення візантійського періоду, Крит перебував під владою Венеції, література острова залишалася за формою і змістом типово візантійською. Серед літератури залишених грецьких островів її виділяло багатство жанрів, яка досягала піку в пізні роки венеціанського панування. Це стало наслідком, з одного боку, посилення автономії острова, а з іншого — введенням обмежень на духовне життя, що призвело до зосередження її в «академіях» — літературних гуртках, де багаті городяни читали свої твори та ставили вистави. Основною ж мовою вистав була італійська, через те, що вся критська література формувалася під сильним впливом італійської літератури, перетворивши давньогрецькі і фольклорні літературні традиції. У італійських авторів запозичувалися сюжети і форма, хоча деякі жанри, характерні для Італії, поширення на Криті не отримали, зокрема, новела. Проте, твори в більшості продовжували писатися новогрецькою мовою, але з використанням великої кількості критських слів, мовних норм та ідіом.
Критська література займає особливе місце в загальній історії грецької літератури. Це обумовлено тим, що після завоювання Османською імперією материкової Греції, великі острови, в тому числі Крит, довгий час чинили опір загарбникам. Крит був захоплений тільки в 1669 році, через більш ніж два століття після втрати Пелопоннесу, який греки утримували після підкорення османами Константинополя й Афін. Період зародження і розквіту критської літератури як окремого явища грецької літератури доводиться на кінець XVI — середину XVII століть, проте вже в кінці XVII розвиток літератури було практично припинено.

## Новогрецька література
Новогрецька література виникла вже у кінці історичного існування візантійської епохи в XI столітті нашої ери, вона була написана звичайною новогрецькою мовою. У цей період сучасна проста форма грецької мови стала більш поширеною в письмовій формі.

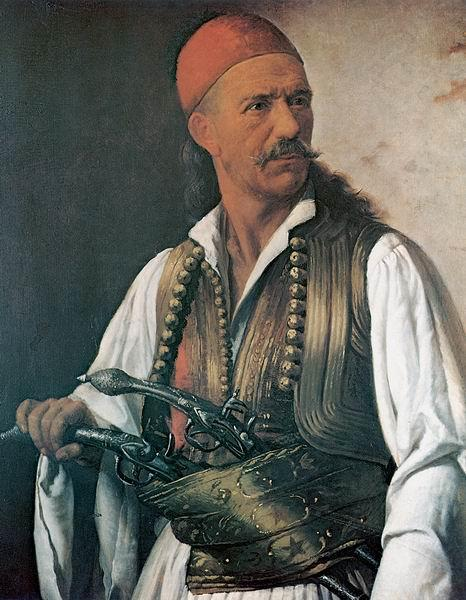
Портрет головного клефта XIX століття

Формування новогрецької літератури тісно пов'язане з визвольним національним рухом в Греції, який з кінця XVIII століття прагнув до знищення турецького панування в регіоні. У той час культура Греції будувалася на уламках культури Візантії, Риму та класичної давнини. А виразником настроїв бунтівних низів з'явилася усна поезія клефтів. Ця своєрідна реставрація візантійської й давньогрецької літератури, з одного боку, і народна усна поезія — з іншого, лягли в основу новогрецької літератури. Отже, формування новогрецької літератури тісно пов'язане з визвольним національним рухом в Греції.
Турецьке панування, яке тривало протягом кількох століть, не привело, однак до значного впливу Туреччини на грецьку культуру. Між Туреччиною і Грецією різкою гранню лежала корінна відмінність в культурі, звичаях та традиціях. Поневолена Греція також мало зазнала впливу Заходу. Велике значення в справі збереження грецької самобутності мала і самостійність грецької церкви, що об'єднувала міста і села навколо себе за допомоги церковних парафій і зберігала зв'язок з минулим країни. Зацікавлена в збереженні національної єдності Греції церква не могла не зробити сильного впливу на розвиток незалежної літератури. Нею культивувалися «чистота» мови, застиглі його форми, аттицизм, схиляння перед класичною традицією. Живе поетичне слово існувало лише в неписаному вигляді в народних піснях клефтів та маніотів, вільних гірських мешканців, що уникали будь-якого підпорядкування. Літературна діяльність духовенства з першої половини XVI століття зосередилася в патріаршій школі Константинополя — в «Еллінської академії», що служила для всіх інших грецьких міст зразком для наслідування. З Академії виходили численні вчені-схоласти. Писалися багатотомні вчені праці з богослов'я, історії, географії та інших дисциплін, недоступних народним масам. Виняток представляв Константинопольський Патріарх Кирило Лукаріс, який виявив великий інтерес до народної мови й був зарахований до єретиків за переклад «Євангелія» на народну мову і сповідання віри, що близько збігалося з кальвінізмом. Покоління за поколінням вчених педантично культивували мертву старовину; вище духовенство навіть у побуті вживало давньогрецьку мову.
З початку XVIII століття велика Порта стала залучати освічених греків до себе на службу. Греки, що служили при дворах турецького султана називалися фанаріотами, за назвою кварталу Фанар в Константинополі, де жив патріарх. Деякі фанаріоти на початку століття були призначені правителями турецьких областей по Дунаю (Молдова і Валахія). Вони також сприяли розвитку національної самосвідомості і зростання освіти. Серед них зустрічалися і блискучі таланти, що залишили ряд наукових, історичних та інших творів.
Зростання освіти було обумовлене економічним зростанням грецького купецтва. Венеціанські торговельні підприємства, з якими були пов'язані греки, розросталися і залучали греків у свої операції. Греки багатьох регіонів швидко складали собі величезну купу грошей, а це змушувало посилити піклування про національне навчання й виховання наступних поколінь купців. По всій Греції стали виникати школи та друкарні. Грецькі вчені та письменники збиралися в Бухаресті й в Яссах під заступництвом греків-господарів спільно з іноземними вченими й займалися як літературою, так і питаннями національного визволення від турецького панування. Більшість грецьких просвітителів належало до духовенства, і як поезія, так і белетристика мало процвітали в той час. Першим поетичним твором цієї епохи є грецька поема «Еротокрит», написана Віцендзосом Корнаросом в 1713 році, у Венеції, народною мовою. Поема складається з десяти тисяч віршів і оспівує доблесть, терпіння і любов головного героя. Вона користувалася досить великою популярністю серед читачів. З посиленням економічних зв'язків із Заходом, західна література все більше і більше проникала в Грецію. Французькі класики — Мольєр, Расін, Монтеск'є, Фенелон, Фонтенель, твори Вольтера та Руссо з ретельністю переводилися освіченими фанаріотами кінця XVIII та початку XIX століття. Не залишилися без уваги й англійські та німецькі письменники, як Гольдсмит, Лок, Віланд, Шиллер і Гете. У той час як давня і перекладна література залишалася надбанням вищих класів грецького суспільства.

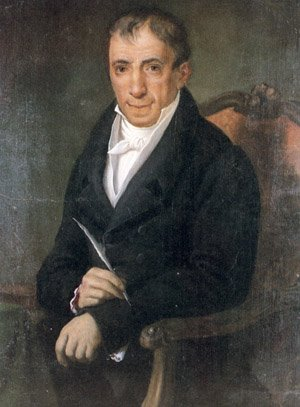
Портрет Адамантіоса Кораїса, одного з найголовніших діячів новогрецької літератури епохи Просвітництва.

Але жива, справжня поезія розвивалася серед неписьменних і недосвідчених в науках простолюдинів. Народна поезія народилася не в XVIII столітті, а набагато раніше. Вже візантійська епопея Дігеніса Акрітаса, що з'явилася до XIV століття, своїм джерелом мала народні пісні. Багато народних сюжетів є зміненими героїчними сюжетами давньогрецьких творів, що пройшли шлях зі Сходу на Захід і звідти занесених знову на Схід, на малоазіатські береги й острови Егейського архіпелагу. Новогрецькі народні пісні діляться на три роду: пісні з історичним змістом, що описують якусь подію, пісні героїчні, що оспівують подвиги героїв, і пісні побутові, що розповідають про побут простих греків. Серед них виділяються своєю полум'яним почуттям бунтівні пісні клефтів. Грецькі громадські діячі другої половини XVIII століття дивилися на клефтів, як на кадри для майбутнього революційного війська проти турків, клефтська поезія своєї революційною романтикою привернула до себе увагу всього літературного світу як Греції, так і Заходу та викликала натхнення великих поетів початку XIX століття. Народні пісні XVIII та XIX століть рясніють турецькими й багатьма італійськими словами, що увійшли в ужиток грецької мови, істотного ж впливу на побудову вірша новогрецької пісні іноземні сусіди не надали. Наскільки сильно наростали революційні настрої серед новогреків видно з героїчної змови проти турецького панування, який був організований фессалійцем з села Велестіно — поетом Рігасом Фереосом. Змова була розкрита, а її натхненник — страчений. Його «Полум'яний гімн», хоча і не відрізнявся великими художніми достоїнствами, але став найбільш популярною піснею новогреків.
Діячі визвольного руху, вихованих на раціоналізмі енциклопедистів, по строю думки були людьми XVIII століття. Противником схоластичної «чистоти» мови виступав Адамантіос Кораїс, «просвітник новогреків», який багато працював над пристосуванням літературної мови фанаріотів до народної мови. В основу своєї новогрецької філології Кораїс поклав новогрецький народний говір, збагативши його повсякденними виразами з давньогрецької мови. Реформа викликала численні нападки з боку пуристів-фанаріотів. Наприклад Різос Нерулос написав спрямовану проти Кораїса комедію «Коракістика» («вороняча мова»). А серед прихильників Кораїса варто відзначити історика Александроса Суцоса та засновника «Грецької Романтичної школи поета» Александроса Ранґавіса, а також Іоанніса Вілараса, котрий оспівував бога любові Ероса, в легких віршах народною мовою. Багато поетів, які й до звільнення Греції писали народною мовою, а згодом повернулися до сюжетів минулого та аттикізму. Таким був і згаданий раніше поет і драматург Александрос Рангавіс, автор історичних драм аттичною говіркою, який прагнув просвітити греків щодо їхнього минулого й виховати їх у національному дусі; й Деметріос Бернардакіс, популярний драматург, що намагався створити національну трагедію і писав у лжекласичному дусі, а також поет Спиридон Васіліадіс. Культивувалися класичні ідеали, що підбурювали радикальні націоналістичні устремління.

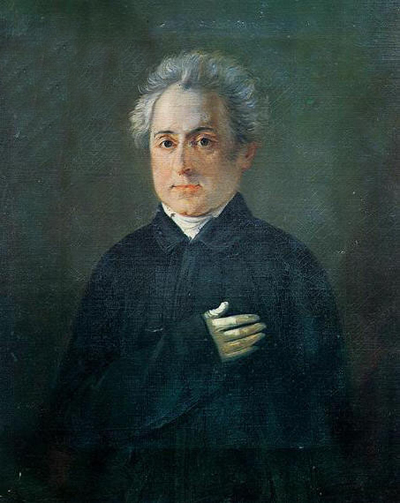
Портрет Діонісіоса Соломоса, автора Національного гімну Греції «Гімну свободі».

У той час як в Константинополі вчені греки культивували мертву аттичну мову, намагаючись прищепити її народу, на Іонічних островах розвивався літературний рух, особливо яскраво розквітлий після революції й громадянської війни 1824 року.
Одним із найзначущих поетів іонічного періоду вважається Діонісіос Соломос. Його перу належить популярний й написаний народною мовою «Гімн свободи», що з'явився слідом за визволенням Греції. Перекладений на музику, він став національним гімном нової Греції. В пізніших творах, пройнятих песимізмом, Соломос черпає матеріал і натхнення з простого життя селян. Надихнувшись Соломосом виникла й низка інших поетів, які в більшій чи меншій мірі перевершили його як художника, серед таких можна виділити Андреаса Кальвоса, що писав своєрідною мовою, не схожою ані на народну, ані на «очищену» мову пуристів, і тому він мало відомий у Греції, зате вкрай цінуємий на Заході. Кальвос, як і Соломос, оспівував страждання рідної країни та боротьбу за її звільнення.
На зміну героїчній боротьбі після звільнення Греції прийшла внутрішня політична боротьба з парламентськими буднями. Поети іонічної школи об'єднували героїзм епохи боротьби за звільнення Греції, боротьби за народну мову в літературі і нові літературні форми. Але їх новаторство в області форми не йшло далі перенесення літературних форм Заходу в новогрецьку літературу. Дещо осібно в історії новогрецької літератури стоїть своєрідна фігура сатирика суспільного укладу і звичаїв Греції того часу — Андреаса Ласкаратоса, що писав на народному діалекті свого рідного острова — Кефалонії. Популярність він придбав своєрідним романом «Кефалоніські таїнства», в якому показує нікчемність і збоченість вищих класів, їх розумову обмеженість і неохайність, крім того, у своїх сатиричних віршах Ласкаратос знущається з церкви і взагалі всього культу святих.
Іонічна школа грецької літератури виросла в епоху боротьби за незалежність. Багато з її представників бралися за зброю при кожному новому повстанні; деякі гинули, інші йшли в організовану суспільну боротьбу, змінюючи поезію на публіцистику. Згодом запанувала мода на «добро» і обивательські чесноти у літературі. Через що стали з'являтися посередні поети та белетристи, твори яких характеризують перехідний період 1870—1880 років грецької історії. Типовим явищем для перехідного періоду грецької історії 1870—1880 років був щотижневий журнал «Ρομιος», що видавався Георгіусом Сурісом і цілком складався з віршів у повчальному дусі, що описували події афінського життя за тиждень на мові, що становила суміш зі схоластичних і народних виразів. Серед безлічі такого роду письменників зустрічалися і більш талановиті, як Іоанніс Пападіамантопулос, який прагнув вирватися з міщанського середовища, що осів в Парижі та отримав європейську популярність під ім'ям французького поета Жана Мореаса, і Ніколаос Епіскопопулос, який узяв собі псевдонім «Ніколя Сегюр», що здобув собі популярність доброчесного романіста для французьких пансіонів шляхетних дівчат. Найталановитіший критик цього періоду літературного лихоліття і рабської наслідувальності романтикам був Еммануїл Роїдис, що надав величезний вплив на покоління молодих письменників Греції. Крім можливої появи на своїй батьківщині геніального поета, Роїдис бачив у зміні соціальних умов життя єдиний шлях до поліпшення становища країни та створення самостійної літератури. Захисту демотичних прислівників і боротьбі проти пуристів він присвятив книгу під назвою «Ідоли», хоча сам усе життя писав «очищеною» мовою.

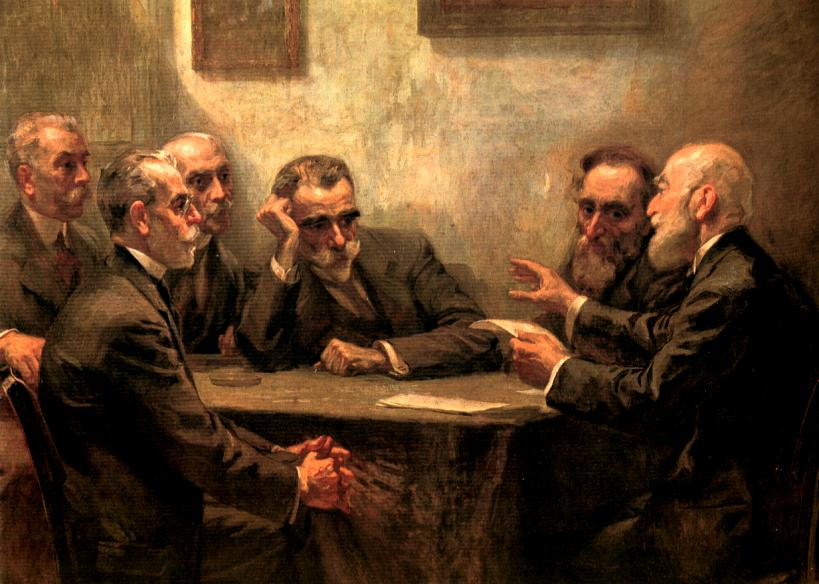
Нова Афінська школа, малюнок.

Тяжіння до європейської цивілізації позначалося у впливі європейських поетів і художників на грецьких поетів. Молоде покоління поетів з 1888 року групувалося навколо журналу «Ηστια» (Естія — вогнище), керованого поетом-романтиком Георгом Дрозінісом. Найвиднішим поетом цієї групи є Костіс Паламас — поет, белетрист, критик й з асновник «Нової Афінської школи». У своїй творчості Палам поєднував риси різних європейських літературних впливів і грецьких літературних груп й належав до богеми. Він був індивідуалістом, щоб проповідувати красу заради краси. Творчість Паламаса відрізняється особливою досконалістю форми. Він є великим ученим в галузі лінгвістики та одним з найпомітніших літературних діячів сучасної Греції. До цієї ж групи примикає Костас Кристалліс, вірші якого, побудовані за клефтським зразком й пройняті глибоким сумом. Особливо сильний поштовх молодому літературному руху дав виходець з Одеси, поет Психаріс, що своєю книгою «Моя подорож», різко поставив питання про мову літератури. Психаріс став на чолі нової філологічної школи, відомої під назвою психаризму (архаїзму), яка ратувала за народне наріччя й оголосила війну традиціям у мовознавстві та пуризму в літературі. Прозові твори Психаріса — психологічні етюди. У своїх п'єсах він виступав противником ніцшеанської філософії надлюдства.
Соратник Психаріса, Олександр Палліс виступив ще більш радикальним демотистом. Зробивши переклад «Іліади» на демотичну (єгипетську) мову, він змінив метрику оригіналу — гекзаметр — на політичний вірш, розміром якого співали пісні клефтів, і часто-густо вживав провінціалізми. Після цього випустив у ще більш вульгаризованому стилі «Євангеліє для народу». Видання «Євангелія» викликало запеклу боротьбу між прихильниками народної мови й пуристами, які звинуватили перекладача в блюзнірстві. Боротьба цих двох напрямків призвела до утворення «Товариства виховання і навчання». Воно пропагувало використання демотичної (єгипетської) мови зі змінами в сторону компромісу аттичної і народної мови, друкувало на ньому підручники та посібники та домагалося його визнання урядом. У 1917 уряд Елефтеріоса Венізелоса опублікував закон, за яким народна мова була визнана офіційно і введена в шкільне викладання. Проте, консервативний уряд, що прийшов на зміну Венізелосу скасував цей закон, але вже в 1928 році, після нового приходу до влади Венізелоса закон був відновлений. Однак пуристська течія й далі жила нарівні з демотичною. У 1920—1930 роки видавалося дві великі енциклопедії: одна — пуристами, друга — демотистами.

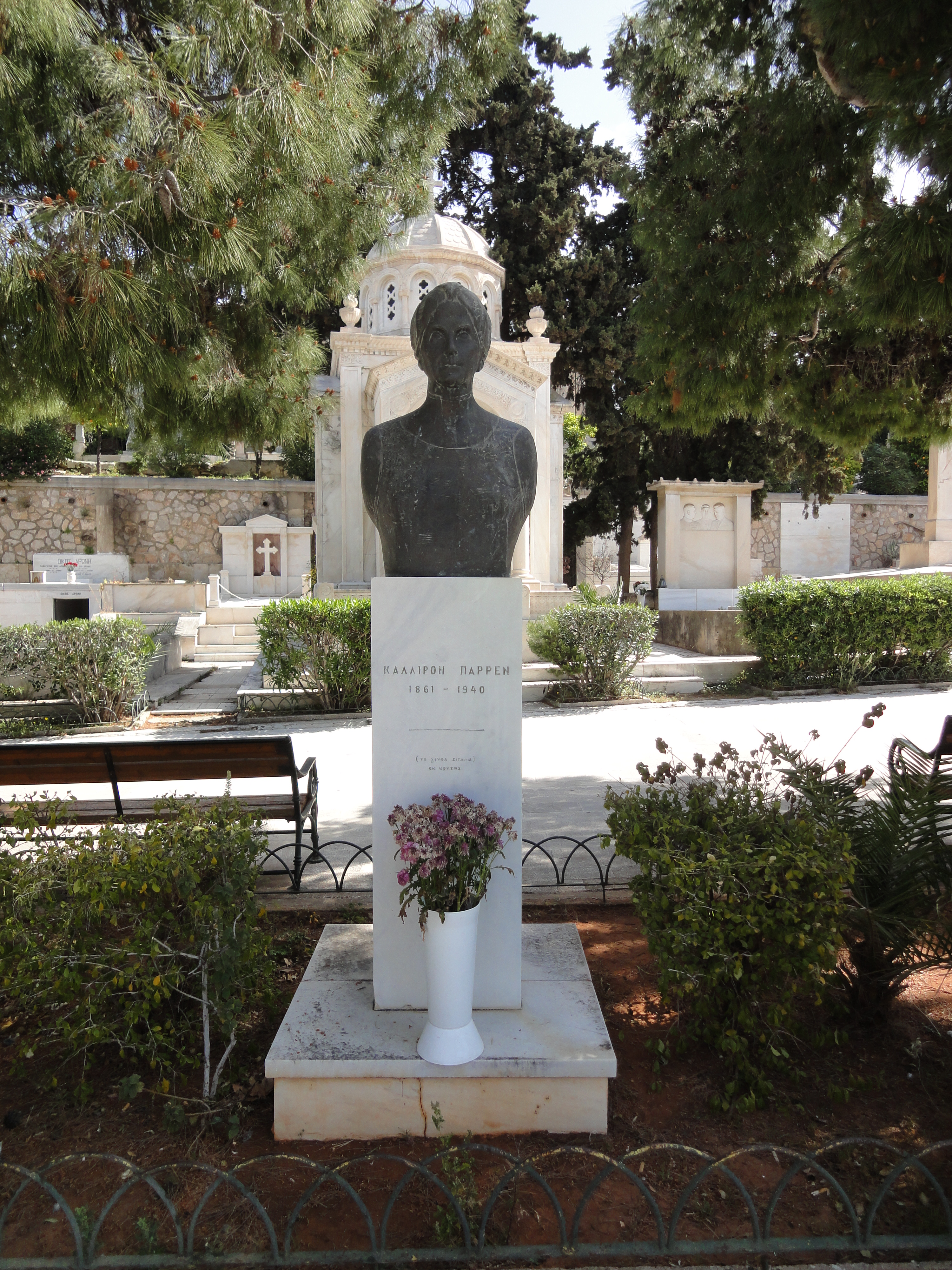
Могила першої грецької романистки Каллирої Паррен

До кінця XIX і початку XX століття в Греції зростає інтерес до побутового матеріалу. Уже Психаріс вимагав від письменників, щоб вони не забували про рідну країну, а уважно вивчали всі дрібниці її життя і побуту. У цей період літературні твори присвячувалися в основному побуту жителів Греції, роботі, незадоволеності життям, тяготам існування і торжеству зла, грубості та брехні. Для багатьох письменників той час життя суспільства представляється безглуздим і сміховинним. Характерна трагічна доля залишила при житті невизнаним прозаїка Александроса Пападіамантіса, який помер від голоду та пневмонії, але при цьому був вельми своєрідним і талановитим письменником, який лише після смерті здобув визнання й у сучасній грецькій історії вважається одним з найзначніших у новогрецькій літературі кінця XIX — початку XX століть. Для цього поета існування уявлялося поруч безглуздих і випадкових лих, що валиться на голову людини. Інші письменники періоду до Другої світової війни також писали в основному про песимістичні речі, нерідко знущаючись з античних чеснот. Деякі, по типу романиста Григоріоса Ксенопулоса писали про проблеми жінок в сучасному світі та виступали затятими поборниками їхніх прав. Рух за права жінок в Греції в принципі виник пізніше, ніж в інших країнах, а в літературному житті вони взагалі взяли участь тільки лише в XX столітті. Першою грецькою романісткою виступила Каллирої Паррен з романами «Звільнена» та «Чародійка». Серед інших жінок письменниць слід виділити Юлію Драгуміс і Пенелопу Дельта, які становили першу групу новогрецьких романісток, які писали на теми пов'язані з емансипацію жінок.
На початку XX століття новогрецькі п'єси, за рідкісними винятками, не бачили новогрецької сцени, а драматурги наслідували Заходу. Сюжети багатьох драм були взяті з життя нижчого середнього класу. Комедій же майже не було. Деякі у своїх творах зображали символічно боротьбу за мову між демотичним — живим напрямком і мертвим — академічним. Символічна драма, варіанти помилково-класичних трагедій і наслідування сучасним європейцям — ось переважаючий характер репертуару сучасних драматургів того часу.
Літературна Греція 1920-x років мало чим відрізняється від попереднього періоду. Після невдалої війни з Туреччиною в 1922 році, яка позбавила Грецію її володінь по малоазійському узбережжю і нав'язала їй, крім грошової заборгованості своїй покровительці Великої Британії, ще понад півтора мільйона біженців, в результаті головною турботою греків стало подолання розорення і злиднів. Посилюється інтерес греків до культури європейських країн. Книжковий ринок наповнюється перекладною літературою. Переводяться французькі, німецькі, англійські та скандинавські письменники: Прево, Золя, Мопассан є предметом захоплення читаючої громадської публіки. Ібсен, Вітмен, Вайльд, Гамсун — відомі в Греції не менше, ніж на Заході. Основним напрямком грецької літератури стають песимісти-індивідуалісти, одинаки, що проходять повз громадських подій. Але за останній час соціальні мотиви починають проникати й у творчість деяких з них.

### Афінська школа
Афінська школа була грецьким літературним рухом 1830—1880 років, що писали кафаревусою, а основним елементом школи був романтизм, проте їхні мовні уподобання розвивалися досить складно: багато ранніх творів представників цієї школи було написано на дімотікі або під її впливом. Значна кількість провідних членів руху, що прибули до Греції вже після здобуття нею незалежності, була фанаріотського походження, тому іноді рух іменувався Фанаріотською школою, а самі вони принесли з собою прихильність до архаїки. Твори фанаріотів були доволі консервативними й стосувалися революційних подій й патріотичних настроїв суспільства.

### Іонічна школа
Іонічна школа, або т.з «Школа семи островів» була групою грецьких письменників кінця XVIII-XIX століть. Твори цієї групи, на відміну від руху Афінської школи, в основному використовували народну мову, ніж книжну, а також народно-поетичні літературні засоби. Твори іоністів зверталися переважно до патріотичної тематики, до природи, до любові й самоусвідомлення.

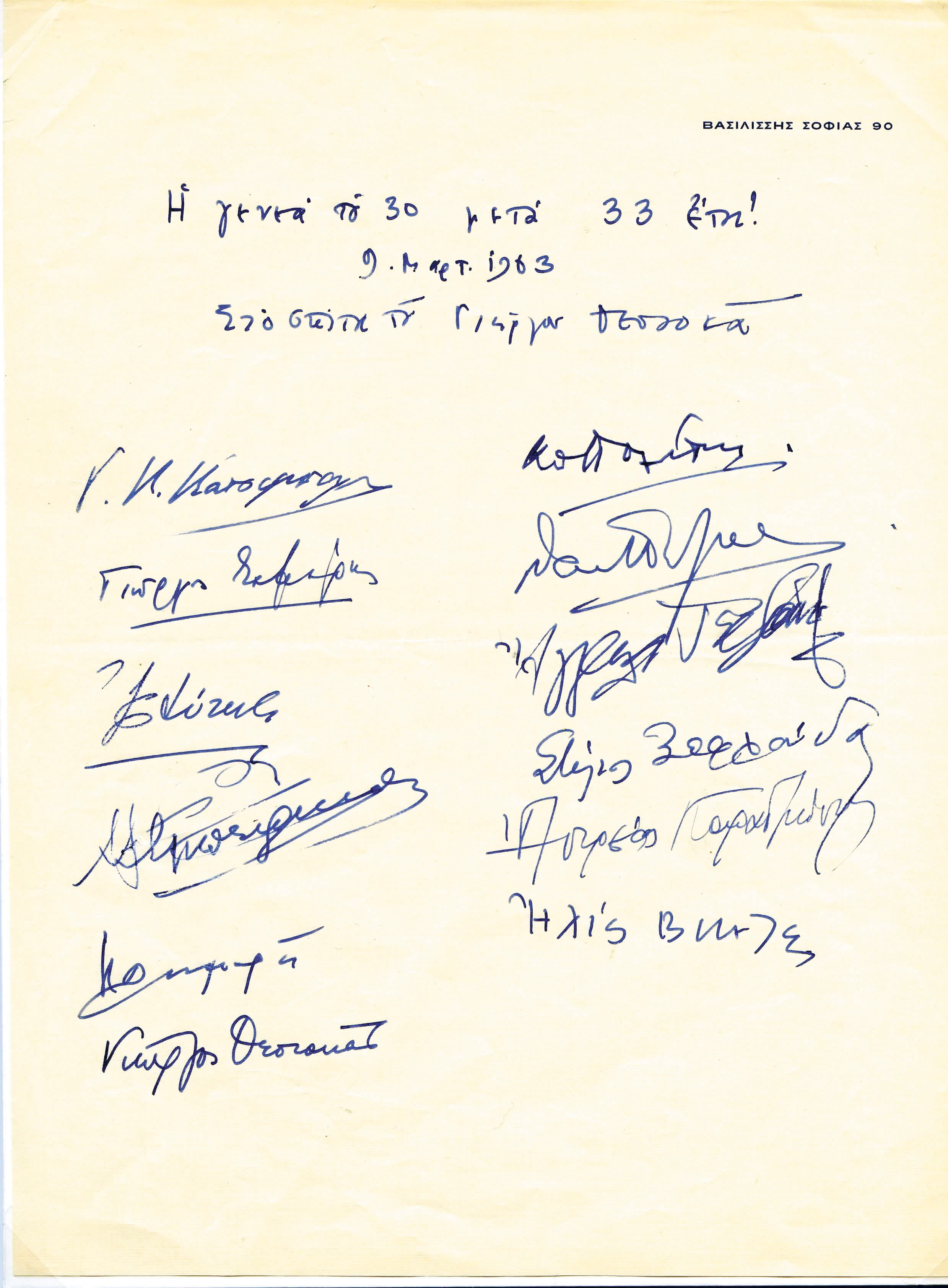
Підписи видатних грецьких авторів «».

### Поколоніння 30-х

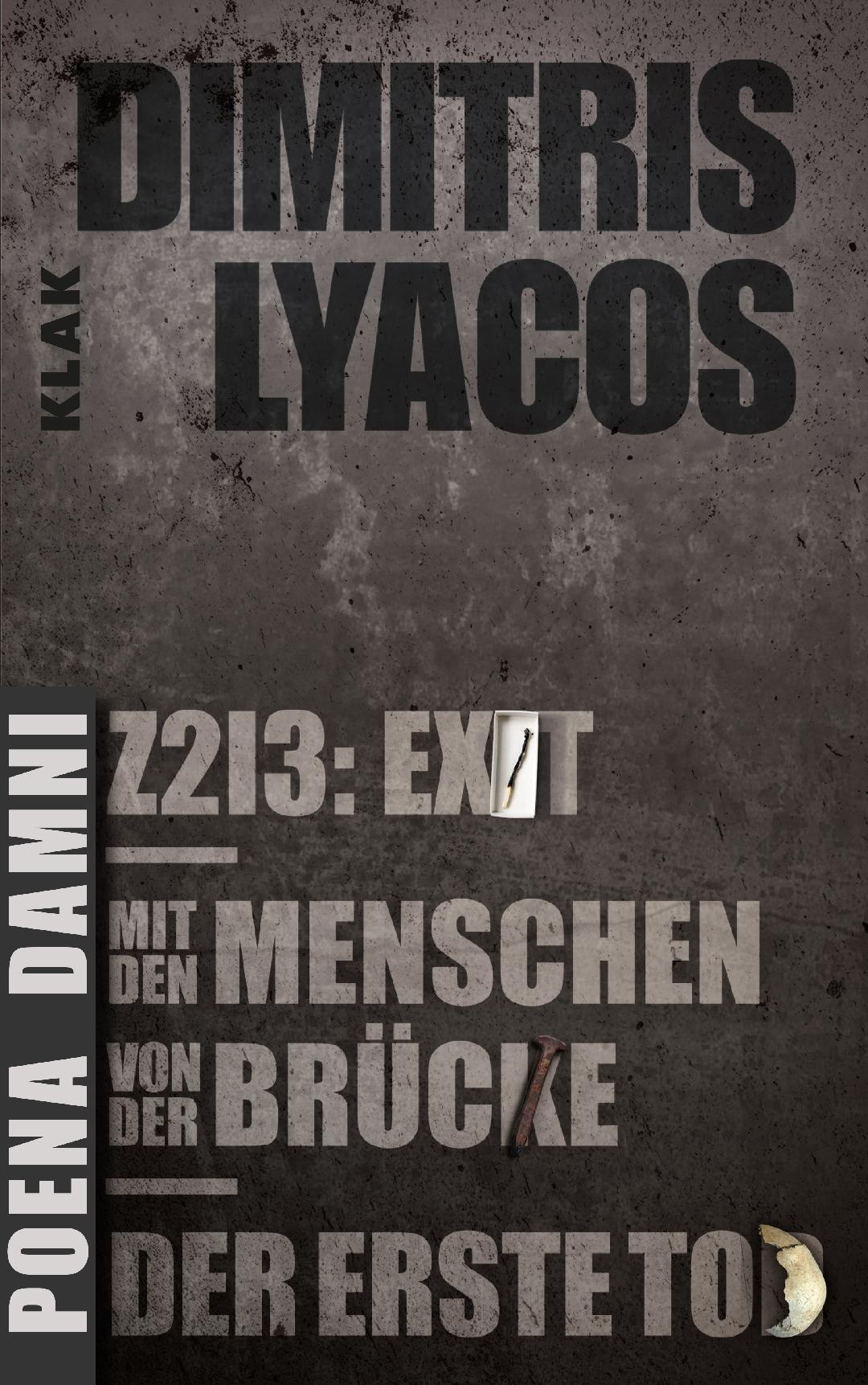
Німецьке видання поеми «Poena Damni» Дімітріса Ліакоса

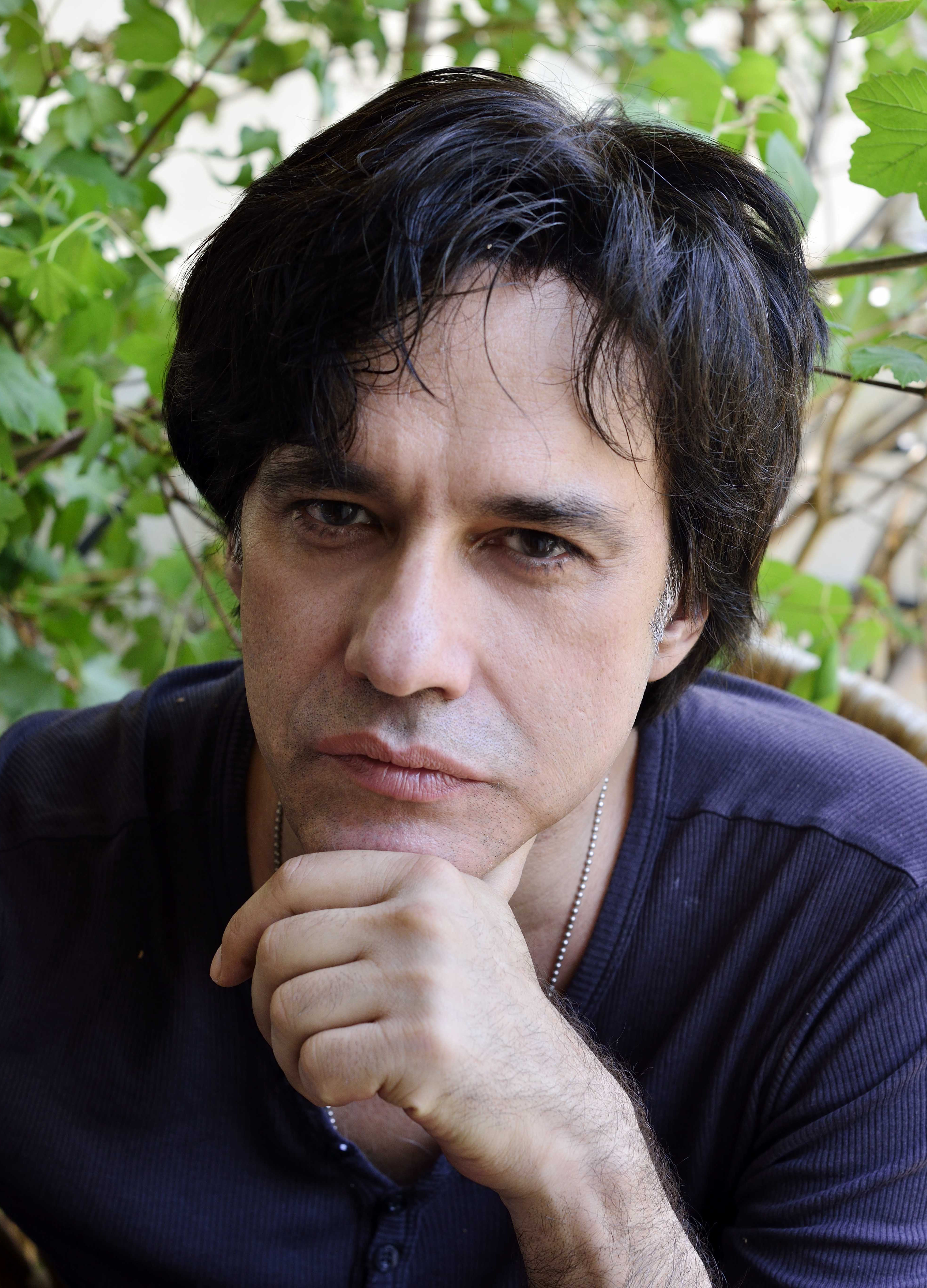
Фотографія

«Поколоніння 30-х» було заснованою у 1930 році групою грецьких письменників, поетів, художників, інтелектуалів, критиків і науковців, що виступали за розвиток модернізму у грецькій культурі. Ними були написані таки твори як «Life in the Tomb», про життя в окопах під час Першої світової війни авторства Стратіса Мірівіліса; «Eroica», про першу зустріч групи школярів з любов'ю і смертю, авторства Космоса Політіса, й «Argo», про боротьбу, яку молоді студенти пережили в Греції перед Другою світовою війною, авторства Юргіса Теотокаса. Одним із основних досягнень «Поколоніння 30-х» безумовно є введення демотичної грецької мови, яка і породило сучасну. Крім того, вони внесли неосяжний внесок у розвитку модернізму в Греції. У 1929 році Теотокас опублікував велике есе під назвою «Free Spirit» («Вільний дух»), яке стало маніфестом всього руху «Поколоніння 30-х», що ілюстровало прагнення до модернізації грецької літератури.
Серед особливостей ідей групи «Поколоніння 30-х» варто виділити відмову від поезії каріотакістів, від традиційних догм поезії, звернення до вільного вірша, верлібра, та інших нетрадиційних форм вираження, а також від помпезних монументальних віршів, звернення в основному до коротких, простих й прямим текстів.
Найбільш важливими представниками групи є:
- Йоргос Сеферіс — поет і дипломат, один з найвидатніших поетів новогрецької літератури. Перший грецький лауреат Нобелівської премії з літератури.
- Одіссеас Елітіс — поет, есеїст і перекладач, один з головних представників романтичного модернізму в Греції. Лауреат Нобелівської премії з літератури.
- Андреас Ембірикос — поет-сюрреаліст, літературний критик, фотограф, один з перших грецьких психоаналітиків й один з головних представників сюрреалістичного руху в літературі Греції.
- Нікос Енгонопулос — художник і поет. Один з провідних представників сюрреалістичного руху в мистецтві Греції.
- Янніс Ріцос — поет, перекладач і лівий політичний активіст, учасник грецького Рух Опору. Спадщина поета налічує понад сто поетичних збірок, дев'ять романів, чотири театральних твори, переклади, дорожні записки та інші публікації.
- Нікіфорос Вреттакос[el] — поет і перекладач. Один з найвидатніших грецьких поетів XX століття. Номінант на Нобелівську премії з літератури.

### Сучасний період

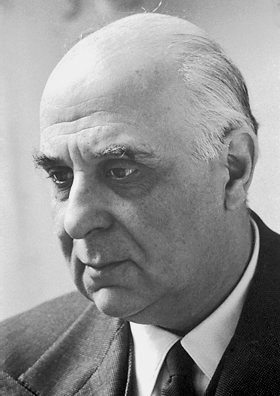
Йоргос Сеферіс — перший грецький лауреат Нобелівської премії з літератури

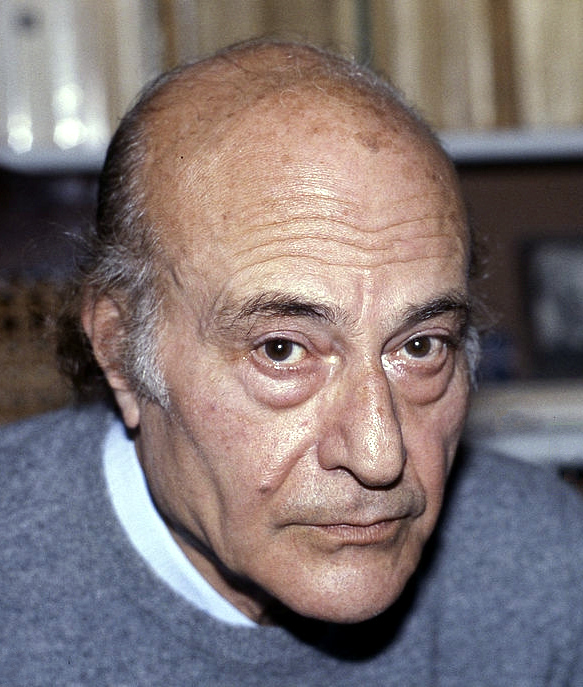
Одіссеас Елітіс — грецький лауреат Нобелівської премії з літератури

Після 2000 року в Греції почалося зародження нових ліриків і драматургів, серед яких можна виділити Дімітріса Ліакоса, автора трилогії «Poena Damni», що відома своєю жанровою формою й авангардним поєднанням тем з літературної традиції з елементами обрядовості, релігії, філософії та антропології. Всупереч розміру твору — загальний обсяг трилогії становить не більше двохсот сторінок — Ліакосу знадобилося понад тридцять років, щоб закінчити роботу над окремими частинами твору, який став одним з найбільш високоцінних і видатних творів сучасної грецької літератури і одне з найважливіших антиутопічних творів століття. У прозі переважають спроби літературизації розмовної мови та соціолектів, а соціальні проблеми, міські неврози, уявлення про насильство, гендерні конфлікти, маргінальні групи та субкультури займають все більший простір. І Алексіса Стаматіса, який представляв Грецію на різноманітних книжкових фестивалях і семінарах по всьому світу, з його твором «Βar Flaubert», про самопізнання молодого письменника, який був опублікований у 2000 році й став міжнародним бестселером. Стаманіс також написав низьку поетичних збірок, таких як «The closer I get the more the future gets awa» чи «We are never alone».
Також слід виділити письменнцю Маро Дука, чиї розповіді були переведені на німецьку, французьку, італійську та російську мови. Її перший роман «Fool's gold» оповідав про життєвий шлях і самоствердженні молодої жінки. За свою творчість вона була удостоєна значною кількістю нагород, таких як Премія Константіноса Кавафіса, Премія Афінської Академії і Державна премії Греції в галузі літератури. Крім того, Вона є одним із засновників Грецького авторського суспільства.
Після фінансової боргової кризи 2010 року грецький книжковий ринок потрапив в екзистенційну кризу і скоротився приблизно на 50 %, що призвело до закриття численних видавництв і книжкових магазинів. Зокрема, скоротився ринок високобюджетної грецької літератури.

## Нобелівські лаурети
- Йоргос Сеферіс — поет і дипломат, один з найвидатніших поетів новогрецької літератури. Він також був стійким венізелістом і прихильником демотичної грецької мови над формальною офіційною мовою (Катаревуса). Він є автором понад 20 літературних творів. Перший грецький лауреат Нобелівської премії з літератури; отримав премію у 1963 році за «видатні ліричні твори, натхненні почуттям глибокої шани до часів давніх еллінів».[33]
- Одіссеас Елітіс — поет, есеїст і перекладач, один з головних представників романтичного модернізму в Греції і в усьому світі і один з найзнаменитіших поетів другої половини XX століття. Його творчість характеризується широким спектром тем і стилістичних прийомів з упором на вираз того, що витончено і пристрасно. Отримав премію у 1979 році «за поетичну творчість, що у руслі грецької традиції, із силою почуттів та інтелектуальною проникливістю малює боротьбу сучасної людини за свободу та незалежність».[34]

## Спадщина
Всупереч тому, що сама грецька література була значною мірою розвинена під впливом Сходу, вона змогла надати величезний вплив на західну літературу в цілому. Багато світових авторів, в тому числі давньоримських, активно запозичували різні стилі й мотиви з давньогрецької літератури. Ці ідеї згодом, своєю чергою, були прийняті іншими західноєвропейськими письменниками та літературними критиками. Давньоримські письменники гостро усвідомлювали давньогрецьке літературну спадщину, і багато хто свідомо наслідували стилю і формулою грецької класики у своїх власних творах.
В середні віки давньогрецька література була значною мірою забута в Західній Європі. Тільки в епоху Відродження грецькі письмена були заново відкриті західноєвропейськими вченими. В епоху Відродження грецьку мову вперше почали викладати в коледжах західної Європи та університетах, що призвело до того, що вчені Заходу заново відкрили для себе літературу Стародавньої Греції.
Вплив класичної грецької літератури на сучасну літературу також очевидно. Численні фігури з класичної грецької літератури й міфології спонукали та мотивували багатьох письменників майбутнього на створення їх власних шедеврів.
Навіть у творах, які свідомо не спираються на греко-римську літературу, автори часто використовують поняття і теми, що відбуваються зі Стародавньої Греції. Загальноприйняті грецькі літературні терміни, попри падіння грецької літератури в середні вікі, все ще активно використовуються й сьогодні, а сама література досі вважається одним з найбільших досягнень грецького народу.

## Визначні автори
| №  | Зображення | Ім'я                    | Життя                    |
| -- | ---------- | ----------------------- | ------------------------ |
| 1  |            | Гомер                   | VIII—VII століття до н.е |
| 2  |            | Архілох                 | 689/680—640 до н. е.     |
| 3  |            | Алкей                   | VII—VI століття до н.е   |
| 4  |            | Сапфо                   | 630—570 до н.е           |
| 5  |            | Аріон                   | VII століття до н. е.    |
| 6  |            | Сімонід                 | 556—448 роки до н.е      |
| 7  |            | Вакхілід                | 516—450 роки до н. е.    |
| 8  |            | Піндар                  | 522 рік до н. е.         |
| 9  |            | Менандр                 | 342—291 роки до н. е.    |
| 10 |            | Софокл                  | 496—406 роки до н. е.    |
| 11 |            | Евріпід                 | 480—406 роки до н. е.    |
| 12 |            | Епіхарм                 | VI століття до н. е.     |
| 13 |            | Ферекід                 | VI століття до н. е.     |
| 14 |            | Езоп                    | VI століття до н. е.     |
| 15 |            | Геродот                 | 430—355 роки до н. е.    |
| 16 |            | Меніпп Гадарський       | 300—260 до н. е.         |
| 17 |            | Аполлоній Родоський     | 315—240 до н. е.         |
| 18 |            | Арат                    | 315—240 до н. е          |
| 19 |            | Діонісій Галікарнаський | 60 до н.е — 7 н.е        |
| 20 |            | Нікандр                 | 250—170 роки до н. е.    |
| 21 |            | Теокріт                 | IV століття до н. е.     |
| 22 |            | Анаксімандр             | 610—546 роки до н. е.    |
| 23 |            | Гесіод                  | VII—VI століття до н.е   |
| 24 |            | Анакреонт               | 570—485 роки до н. е.    |
| 25 |            | Семонід                 | VII століття до н. е.    |
| 26 |            | Тіртей                  | VII століття до н. е.    |
| 27 |            | Плутарх                 | 50—125 рік н.е           |
| 28 |            | Страбон                 | 64 до н. е. — 24         |
| 29 |            | Сократ                  | 469—399 до н. е.         |
| 30 |            | Платон                  | 427—348 роки до н. е.    |
| 31 |            | Фалес                   | 620—540 роки до н. е.    |
| 32 |            | Фукідід                 | 460—396 роки до н. е.    |
| 33 |            | Лібаній                 | 314—393/394              |
| 34 |            | Ксенофонт               | 430—355 роки до н. е.    |
| 35 |            | Есхіл                   | 525—456 роки до н. е.    |
| 36 |            | Григорій Богослов       | 330—390                  |
| 37 |            | Іван Золотоустий        | 347—407                  |
| 38 |            | Хорикій Газький         | VI століття до н. е.     |
| 39 |            | Іоанн Газький           | VI століття до н. е.     |
| 40 |            | Квінт Смірнський        | IV століття до н. е.     |
| 41 |            | Корінна                 | VI століття до н. е.     |

| №                       | Зображення | Ім'я                        | Життя           |
| ----------------------- | ---------- | --------------------------- | --------------- |
| Візантійська література |            |                             |                 |
| 1                       |            | Михайло Пселл               | 1018—1096       |
| 2                       |            | Іоанн Скіліца               | 1040—1110       |
| 3                       |            | Іоанн Стобей                | V століття      |
| 4                       |            | Діадох Фотікійський         | 400—474         |
| 5                       |            | Костянтин Ласкаріс          | 1434 — 1501     |
| 6                       |            | Федір Метохіт               | 1270—1332       |
| 7                       |            | Іоанн Зонара                | XII століття    |
| 8                       |            | Козьма Індикоплов           | V століття      |
| 9                       |            | Костянтин VII Багрянородний | 905—959         |
| 10                      |            | Агафій                      | 536—582         |
| 11                      |            | Феофан Сповідник            | 817—818         |
| 12                      |            | Іван Малала                 | 491—574/578     |
| Критська література     |            |                             |                 |
| 1                       |            | Віцендзос Корнарос          | 1553—1614       |
| 2                       |            | Георгіос Чортацис           | 1545—1610       |
| 3                       |            | Стефанос Сахлікіс           | XV—XVI століття |

| №  | Зображення | Ім'я                      | Життя     |
| -- | ---------- | ------------------------- | --------- |
| 1  |            | Адамантіос Кораїс         | 1748—1833 |
| 2  |            | Діонісіос Соломос         | 1798—1857 |
| 3  |            | Костіс Паламас            | 1859—1943 |
| 4  |            | Рігас Фереос              | 1757—1798 |
| 5  |            | Різос Нерулос             | 1778—1849 |
| 6  |            | Александрос Ранґавіс      | 1809—1892 |
| 7  |            | Деметріос Бернардакіс     | 1833—1907 |
| 8  |            | Спиридон Васіліадіс       | 1845—1874 |
| 9  |            | Андреас Калвос            | 1792—1869 |
| 10 |            | Андреас Ласкаратос        | 1811—1901 |
| 11 |            | Георгіусом Сурісом        | 1853—1919 |
| 12 |            | Іоанніс Пападіамантопулос | 1856—1910 |
| 13 |            | Ніколаос Епіскопопулос    | 1874—1944 |
| 14 |            | Еммануїл Роїдис           | 1836—1904 |
| 15 |            | Костіс Паламас            | 1859—1943 |
| 16 |            | Костас Кристалліс         | 1868—1894 |
| 17 |            | Александрос Палліс        | 1851—1935 |
| 18 |            | Александрос Пападіамантіс | 1851—1911 |
| 19 |            | Григоріоса Ксенопулоса    | 1867—1951 |
| 20 |            | Каллирої Паррен           | 1861—1940 |
| 21 |            | Пенелопа Дельта           | 1874—1941 |
| 22 |            | Йоргос Сеферіс            | 1900—1971 |
| 23 |            | Одіссеас Елітіс           | 1911—1996 |
| 24 |            | Андреас Ембірикос         | 1901—1975 |
| 25 |            | Нікос Енгонопулос         | 1907—1985 |
| 26 |            | Янніс Ріцос               | 1909—1990 |
| 27 |            | Нікіфорос Вреттакос       | 1912—1991 |

| № | Зображення | Ім'я               | Життя |
| - | ---------- | ------------------ | ----- |
| 1 |            | Дімітріс Ліакос    | 1966— |
| 2 |            | Алексіса Стаматіса | 1960— |
| 3 |            | Маро Дука          | 1947— |